# Història del Perú
El Perú és un país que té una llarga història. El naixement de la civilització al Perú es va donar en Caral, situat a la vall de Supe, en la costa central peruana.

## Perú antic

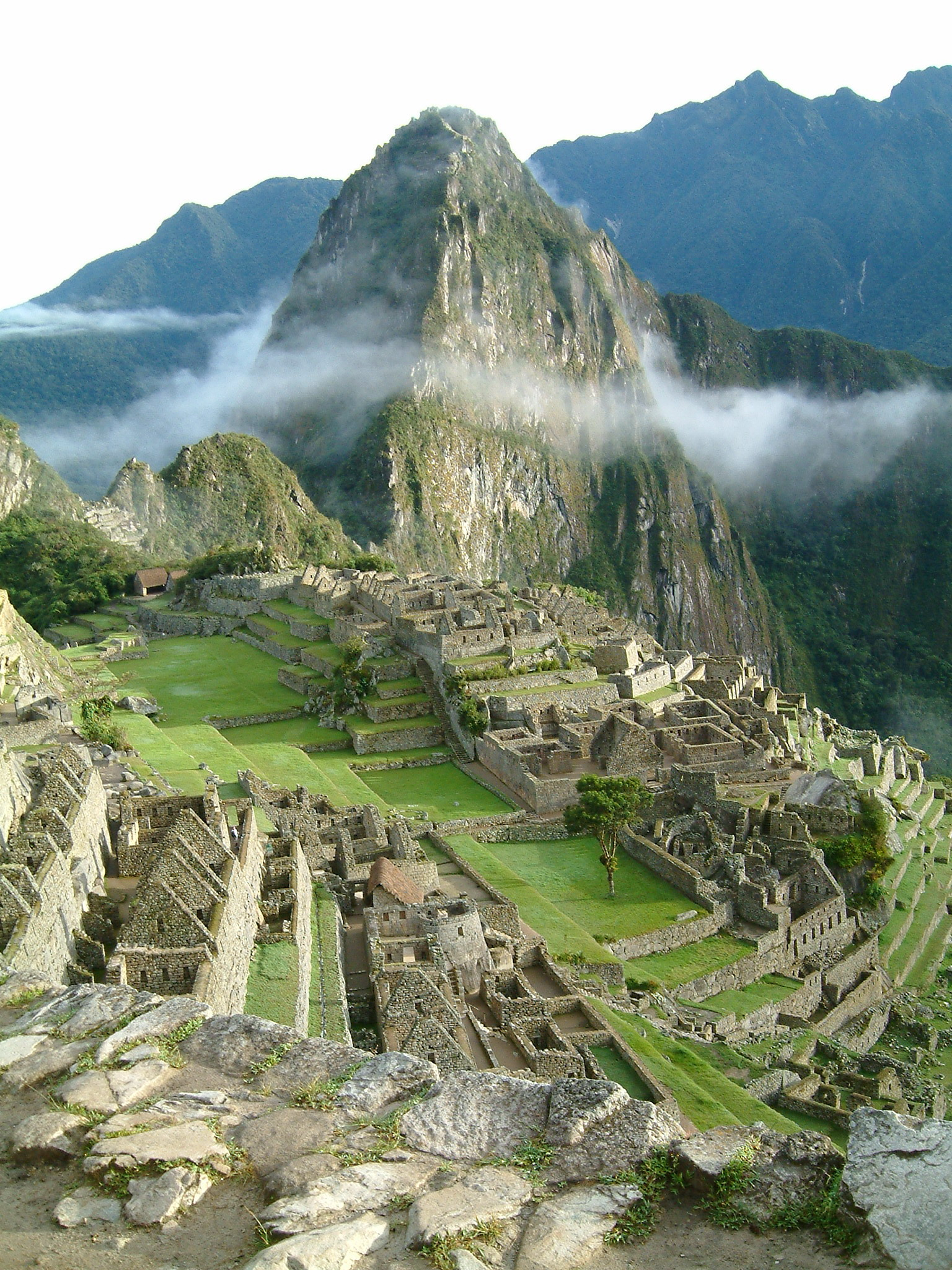
Machu Picchu és un dels exemples més coneguts d'arquitectura inca.

Les restes arqueològiques més antigues atribuïdes a la presència humana al Perú corresponen al XII mil·lenni aC, molt temps després que els primers humans, recol·lectors i caçadors procedents d'Àsia, travessessin l'Estret de Bering. Aquesta data es basa en les restes de Paccaicasa, en la cova de Piquimachay (Regió d'Ayacucho).
S'han trobat vestigis de l'origen de l'agricultura americana a la Cova del Guitarrero a Yungay, Ancash de fa 12.600 anys (10.600 aC), de poblacions en La Llibertat de dotze mil anys i en Tacna de fa onze mil anys. Cap al final de l'última glaciació aquests primers pobladors van començar el lent procés de domesticació de la biota local i conseqüentment a reunir-se en tribus i llogarets per a formar eventualment ayllus.
A mitjan III mil·lenni aC es van instaurar les primeres ciutats estat de règim teocràtic. La civilització de Caral, la més antiga del continent americà, va ser coetània d'unes altres com les de la Xina, Egipte, Índia i Mesopotàmia; havent-se convertit ja en aquella època en una ciutat estat, envoltada per altres civilitzacions emmarcades encara en el que es denomina "societat de llogarets". Així, es tracta d'una de les zones geogràfiques que poden considerar-se com bressol de la civilització del món per la seva antiguitat (c. 5.000 anys). A la fi d'aquest període la Chavín va prevaler sobre les altres, fins que va decaure la seva influència i es va incentivar el desenvolupament d'Estats més amplis en la base de noves cultures locals com Mochica, Lima, Neixi, Wari i Tiwanaku.
La cultura Wari va desenvolupar el model clàssic de l'Estat andí amb el sorgiment de les ciutats de cort imperial, model que es va expandir pel nord cap al segle viii. Aquesta cultura juntament amb la Tiwanenca van aconseguir superposar-se a les altres fins a fins del segle ix. A partir de llavors, s'erigeixen nous estats imperials d'abast regional al llarg dels Andes (com Chimú) amb el desenvolupament d'Estats amb major territorialitat. D'entre aquests pobles senyorials destaca el dels inques, el qual cap al segle xv va annexar tots els pobles andins entre els rius Maule i Ancasmayo, arribant a una àrea propera als 3 milions de km², avui situada en els territoris de Colòmbia, Equador, Perú, Bolívia, Argentina i Xile, conformant el que avui es coneix com l'Imperi Inca. El seu capital va ser Cusco, situada en la serra peruana. A més del seu poder militar, van destacar en arquitectura, construint magnífiques estructures com la ciutat de Machu Picchu.

### Preceràmic Tardà
És la segona meitat de l'Arcaic, conegut com a Arcaic Tardà i que s'estén de 3000 a 1800 a. C.
Es caracteritza principalment per l'aparició de l'arquitectura monumental amb els primers centres administratius-cerimonials o temples. Apareixen organitzacions més complexes de tipus presumptament teocràtic. Els cicles agrícoles, dominats per sacerdots astrònoms, van haver de dotar-los de molt poder.
A Huaca Prieta, a la vall de Chicama, costa nord a la Regió de La Libertad, es va trobar el primer tèxtil preceràmic del Perú i d'Amèrica, així com esmaixades pirograbades.
Els primers temples sorgeixen a la costa central i nord-central; ia la serra central. Generalment són piràmides escalonades, amb places circulars enfonsades, unes vegades adherides al monument i altres deslligades d'ell.

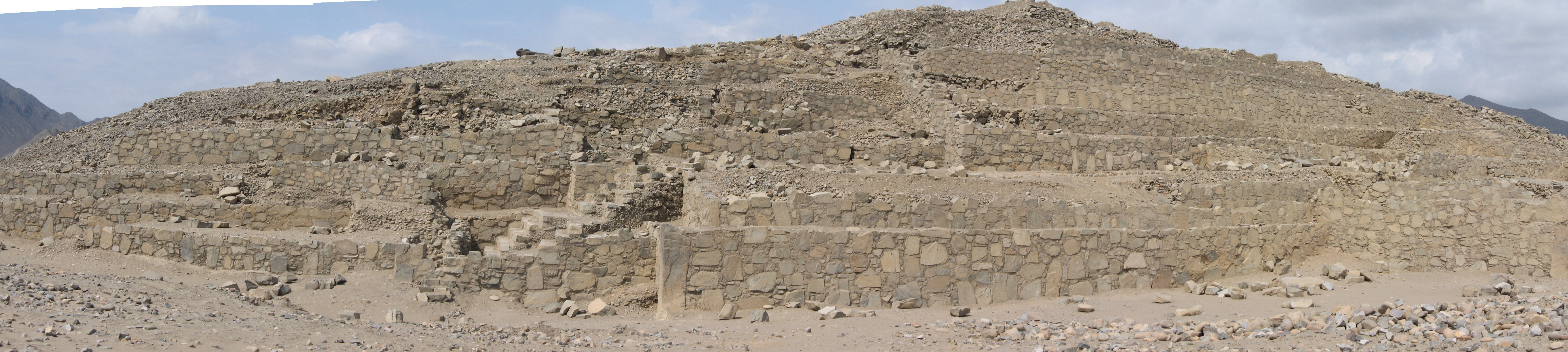
Piramide a Caral

Els temples o centres administratius-cerimonials rellevants d'aquesta etapa són Kotosh, La Galgada, Bandurria, Punkurí, Sechín Baix, Turó Sechín, i, especialment, Caral.

### Període Formatiu
Convencionalment, es fixa l'inici del Formatiu amb l'aparició de la ceràmica. Altres èxits significatius d'aquesta època són el cultiu del blat de moro, la construcció de grans aqüeductes, el desenvolupament de la textileria i de l'orfebreria. En l'aspecte polític sorgeixen les prefectures o senyorius que concentren el poder.
La principal característica d'aquest període, però, és l'aparició de l'arquitectura monumental i de gran envergadura. Els centres cerimonials solen abastar àrees més extenses que les de les antecessores del període arcaic.

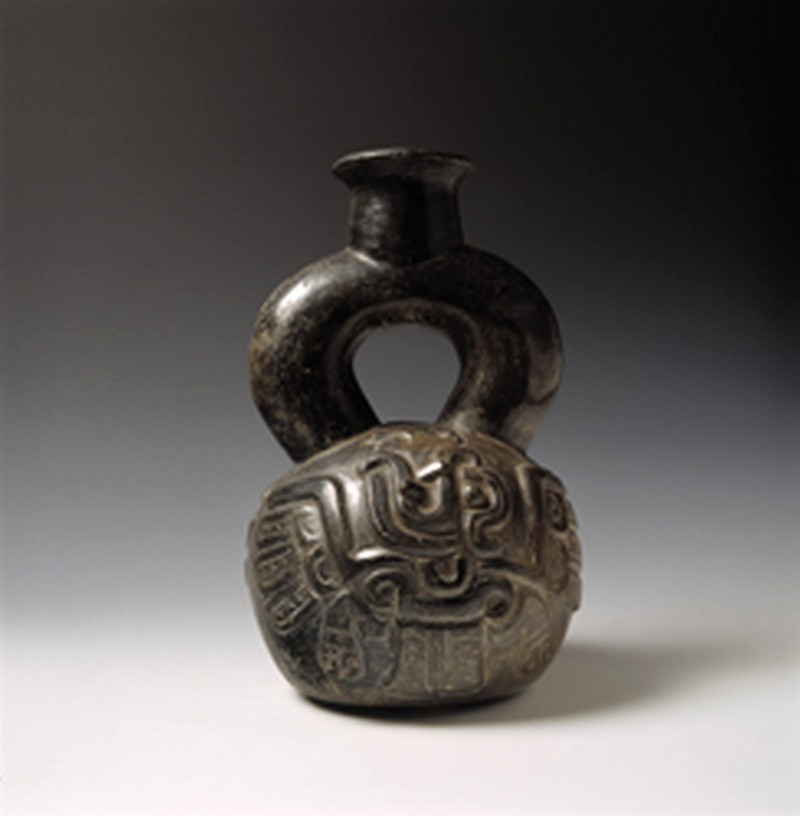
Peça de ceràmica de la cultura de Cupisnique.

Al Formatiu Mitjà, sorgeix la cultura Cupisnique, a la costa nord, que porta a la ceràmica andina als seus primers cims artístics. També destaquen Punkurí i Cerro Blanco, a la vall de Nepeña (Áncash).
Cupisnique va ser una cultura arqueològica que es va desenvolupar a l'actual costa nord peruana, entre Virú i Lambayeque. Va ser identificada per l'arqueòleg peruà Rafael Larco Hoyle a Cupisnique, d'on pren el nom. Aquesta cultura va tenir una característica arquitectura a base de tova.
El 2008 es va descobrir un temple de tova pertanyent a aquesta cultura a la vall de Lambayeque, al qual es va anomenar Collud. El temple inclou imatgeria d'un déu aranya, associat a la pluja, la caça i la guerra. Altres llocs Cupisnique són el Templet de Limoncarro al departament de Lambayeque i els llocs de Montegrande i Tembladera a Cajamarca. El 2015 es reconeix com una de les primeres societats complexes que es va desenvolupar a la vall de Jequetepeque al Període Formatiu.

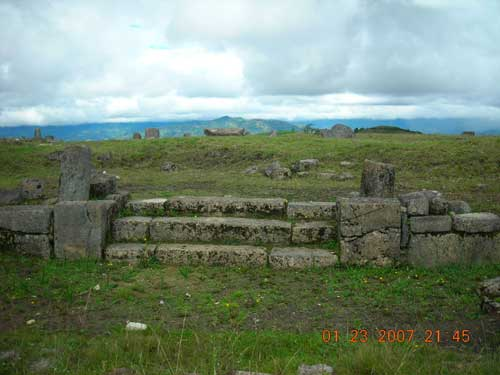
Pacopampa

A Cajamarca es construeix el canal de Cumbemayo i sorgeixen els centres cerimonials de Pacopampa i Kuntur Wasi. A la conca de Titicaca es desenvolupa la Cultura Chiripa.
Pacopampa és un lloc arqueològic de caràcter monumental, feta amb pedra tallada i polida. El terreny on s'estén el jaciment pertany a la Universitat Nacional Major de Sant Marc, la qual a través del Seminari d'Història Rural Andina té cura permanentment del monument. Des del 2005, any en què es va crear el Projecte Arqueològic Pacopampa per conveni entre el Museu nacional d'Etnologia d'Osaka, el Japó i la Facultat de Ciències Socials de la Universitat de San Marcos, el lloc és investigat sota la direcció de l'arqueòleg japonès Yuji Seki i l'arqueòleg peruà Daniel Morales. En el marc d'aquest projecte es va descobrir el 2009 les restes de l'anomenada Dama de Pacopampa.

Estela de Raimondi

A partir del 900-800 aC s'observen al món andí integracions religioses i polítiques sense precedents. Els temples locals van ser abandonats i es va imposar Chavín de Huántar com a centre de culte de prestigi supraregional. L'anomenat Temple o Castell de Chavín es va convertir en centre de pelegrinatge de totes les cultures andines. Ha donat el nom a tot un horitzó cultural (Cultura Chavín) que és ben conegut per les seves representacions artístiques d'éssers que barregen atributs de jaguar, serp i au en forma humanitzada, comunament conegut com el “déu felí”. Representacions d'aquest déu i les seves variants es troben en diverses escultures o monòlits: el Llançó monolític, l'Estela de Raimondi, l'Obelisc Tello, l'estela del portador del cactus i l'estela de Yauya.
Cap al Formatiu Superior, es desenvolupen diverses expressions culturals regionals, amb forta influència de Chavín. A la costa sud sorgeix el poble agricultor i pescador de Paracas, els brodats multicolors dels quals són alguns dels objectes d'art més preats de l'antic Perú. A l'altiplà del Titicaca, la Cultura Pucarà va realitzar amb èxit un sistema de cultiu de camps elevats envoltats d'aigua que permetia l'agricultura a les fredes planes alt andines.
A finals d'aquest període, la pressió de les poblacions veïnes, que es van filtrar des de la perifèria, va provocar l'abandonament dels temples i de diversos centres regionals menors.

### Cultures Regionals
Cap al 200 aC la civilització andina havia evolucionat a formes polítiques més complexes. L'agricultura es va fer extensiva, construint-se grans irrigacions sobre els deserts de la costa nord i central i enginyosos aqüeductes subterranis a la costa sud. Les societats Moche, Nazca, Recuay, Cajamarca, Vicus, Lima i Tiahuanaco són les més conegudes i amb èxit d'aquest període.

### L'Imperi Huari
Diversos trastorns climàtics (sequeres del segle vi i fenòmens del Nen forts al segle vii) van afectar negativament les cultures costenyes. Sembla que les cultures de la serra es van adaptar millor a la nova situació perquè les de la costa van iniciar certa decadència. L'Estat Tiahuanaco va aconseguir una enorme influència per tot el sud peruà, el nord Xilè i bona part de Bolívia. A la serra sud peruana, la cultura huarpa d'Ayacucho es va veure fortament influenciada tant per l'esplendor de les creences i rituals de Tiahuanaco. Aviat els ayacuchanos van fer de la ciutat de Huari el centre, dotant-la de grans temples, carrers ortogonals i sistemes de canals d'aigua dins de la ciutat. Els huari, aprofitant els vessants dels turons, van iniciar un tipus d'agricultura a les muntanyes a una escala mai abans vista. Així van generar prou excedents econòmics per emprendre l'expansió dels seus dominis i cultura.
La cultura Wari es va estendre entre els anys 600 i 900. Des de Cajamarca i Lambayeque pel nord i fins a la frontera amb Tiahuanaco pel sud, construint xarxes de camins i popularitzant les seves formes de govern i el seu estil de ciutat. La decadència de l'Imperi Huari va començar quan les diferents regions de l'imperi es van anar independitzant del poder de la capital i finalment aquesta va quedar abandonada i va acabar sent saquejada. Després de desaparèixer el poder imperial les grans ciutats van ser abandonades i en moltes regions es va tornar a la vida basada en llogarets poc desenvolupats. Altres regions, però, es van embarcar en una nova florida regional fundant-se d'aquesta manera els regnes del període Intermedi Tardío tals com Lambayeque, Chimú o Chancay. Tot i això, els enfrontaments entre aquestes civilitzacions no van acabar i la formació d'exèrcits, batalles i intents de conquesta continuarien segles després.
Després de la caiguda de Huari, l'espai polític a l'antic Perú es va recompondre i va sorgir una sèrie de regnes independents. A la costa nord, van florir les cultures Lambayeque i Chimú, que es van disputar l'hegemonia de la regió. Els chimús es van imposar, creant un poderós regne que es va expandir fins a Tumbes pel nord i Huarmey pel sud. A la costa sud, la cultura Chincha es va constituir en un poderós Estat que es va expandir per les valls del departament d'Ica, arribant fins i tot més al sud; així mateix, va comptar amb una nombrosa flota de basses amb què va comercialitzar al llarg de la costa del Pacífic.
L'altiplà del Titicaca, després de la caiguda de Tiahuanaco, va veure el sorgiment dels regnes aimares, com els collas i els lupaca. A la serra nord-oriental, van destacar els chachapoyas. A la serra central i sud, el buit creat per la desaparició de Huari va ser omplert per una sèrie de federacions d'ayllus o clans macro familiars l'economia dels quals, completament agrària, tenia forts tints militars i estava marcades relacions rituals. Entre aquests pobles hi havia els huancas, les pocras, les chancas i els quítxues del Cuzco. Aquests últims van fundar el Curacazgo Inca.

### L'Imperi Inca

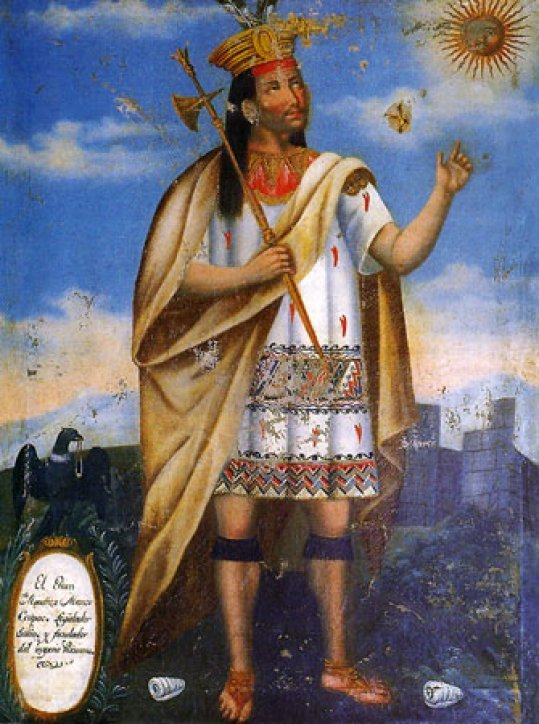
Manco Cápac

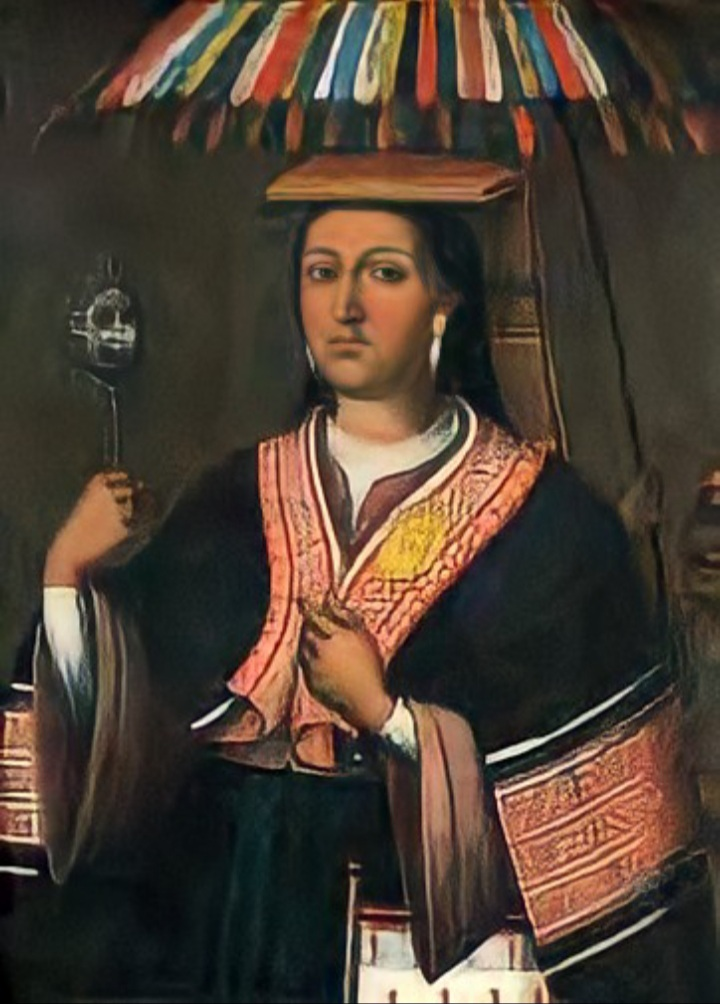
Mama Ocllo

La civilització inca o incaica, pinacle de la civilització andina, va florir entre els segles XV i XVI. El terme «Inca», que originalment significava «cap» o «senyor» i que era el títol donat al monarca (Sapa Inca) i als nobles de sang imperial, va acabar designant globalment el poble o ètnia que va forjar aquesta gran civilització. Els inques van estendre la seva àrea de domini a la regió andina abastant grans porcions territorials de les actuals repúbliques del Perú, Bolívia i l'Equador, així com parts d'Argentina, Xile i Colòmbia. Van prendre dels diversos pobles o nacions annexats (uns 200) moltes expressions culturals i la van adaptar a la seva realitat estatal, difonent-los a tot el territori del seu imperi i donant-los un sentit d'unitat cultural. Tot això ho van poder aconseguir gràcies a una encertada organització política i administrativa.
Segons una llegenda transmesa per l'Inca Garcilaso de la Vega, el fundador de la dinastia inca va ser Manco Cápac, que, juntament amb la seva esposa Mama Ocllo, va sortir del llac Titicaca, enviat pel seu pare el Sol per fundar una ciutat destinada a civilitzar i unificar el món andí. La parella reial va arribar fins a la regió de l'actual Cuzco, on es va enfonsar una vareta que portaven, senyal que el Sol els donava indicant-los el lloc on s'hauria de fer la fundació. Una altra llegenda (possiblement la que més s'ajusta a la tradició inca), esmenta Manco Cápac com a integrant d'un grup de quatre germans i les seves esposes, també d'origen solar, que van sortir de les finestres o grutes del turó Tamputoco, al sud-est del vall de Cuzco. Manco va eliminar primer els seus germans, després d'això es va establir amb les seves germanes i alguns parents a la vall de Cuzco. Els seus successors van consolidar el domini inca a la vall (Curacazgo Inca) i van començar a enfrontar-se als pobles veïns: Sinchi Roca, que només va ser un cap militar o sinchi; Lloc Yupanqui, que va arribar a concretar aliances amb diferents pobles circumdants, iniciant l'anomenada Confederació Inca; Mayta Cápac, que va aconseguir una victòria sobre els alcahuisses; Cápac Yupanqui, que va vèncer els condesujos; Inca Roca, que va vèncer altres pobles veïns; i Yahuar Huácac, el govern del qual va ser breu i va sucumbir a mans dels condesuyos; i Huiracocha, que va salvar l'Estat inca aconseguint triomfar sobre els pobles hostils i emprenent després expedicions victorioses.

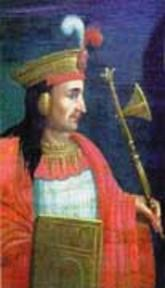
Pachacútec

Seguint amb el relat llegendari, amb la mort de Viracocha es van iniciar les disputes pel tron. El successor legítim va ser deposat pel seu germà Cusi Yupanqui, que va adoptar el nom de Pachacútec (el que transforma la terra) i va encapçalar la defensa del Cuzco assetjat pels xanques, aconseguint el triomf. Aquest episodi, que va ocórrer prop de l'any 1438, va marcar l'inici del període imperial incaic, és a dir, el de les grans conquestes. Amb Pachacútec (1438-1471) es va iniciar el període històric dels inques, conegut també com el Període Inca Imperial, doncs, seguint el concepte occidental, en annexar-se a molts pobles o nacions, l'Estat Inca es va convertir en Imperi. Pel nord, Pachacútec va sotmetre els huanques i tarmes, fins a arribar a la zona dels caixamarques i cañaris, aquests últims a l'actual Equador. Pel sud va sotmetre els collas i lupaquas. D'altra banda, va millorar l'organització de l'estat, dividint l'imperi en quatre regions, per la qual cosa va ser conegut com el Tahuantinsuyo (cuatro suyos). Així mateix, va organitzar els chasquis (missatgers) i va instituir l'obligatorietat dels tributs.
El fill i successor de Pachacútec, Túpac Yupanqui (1471-1493) ja havia actuat com a general durant el regnat del seu pare, sotmetent al regne Chimú, sufocant la resistència dels chachapoyas i avançant pel nord fins a Quito. Ja com a monarca, va voler incursionar a la selva (regió dels antis), però una rebel·lió dels colles el va obligar a desviar-se cap al Collao. Va sotmetre a alguns pobles de l'altiplà i del nord argentí. Més al sud, va ampliar les fronteres de l'imperi fins al riu Maule a Xile. Fins i tot, segons una versió, hauria arribat més al sud, fins al riu Biobío. En l'aspecte administratiu, va millorar la recaptació dels tributs i va nomenar visitadors o governadors imperials (tuqriq), donant així als seus dominis una organització centralitzada. El fill i successor de Túpac Yupanqui, Huayna Capac (1492-1525), va ser el darrer gran monarca inca. Durant el seu govern, va continuar la política del seu pare, quant a l'organització i enfortiment de l'estat. Per conservar els territoris conquerits va haver de sufocar en forma sagnant contínues revoltes. Va derrotar els rebels chachapoyas i va annexionar la regió del golf de Guayaquil, arribant fins al riu Ancasmayo (actual Colòmbia). Estant a Tumibamba, a l'actual Equador, va emmalaltir greument de verola, epidèmia que van portar els espanyols i els seus esclaus negres, que llavors deambulaven per les costes septentrionals de l'Imperi. Abans de morir, Huayna Cápac va designar com a successor el seu fill Ninan Cuyuchi, però aquest va morir també víctima del mateix mal. Un altre dels prínceps imperials, Huáscar, va imposar llavors els seus drets al tron i es va coronar al Cuzco, mentre que a la regió de Quito, Atahualpa (fill de Huayna Cápac amb una palla o princesa cuzqueña), amb el suport de l'exèrcit i de la població local, es va rebel·lar contra l'autoritat d'Huáscar, reclamant per a si l'Imperi. Entre tots dos germans i els seus respectius partidaris es va desencadenar una guerra civil que va finalitzar amb el triomf d'Atahualpa el 1533. Huáscar va ser capturat i la seva família exterminada. Atahualpa va marxar al Cuzco per cenyir-se la mascapaicha o borla imperial, quan en el trajecte, a Cajamarca, va ser sorprès pels conqueridors espanyols sota el comandament de Francisco Pizarro.

## Època virregnal

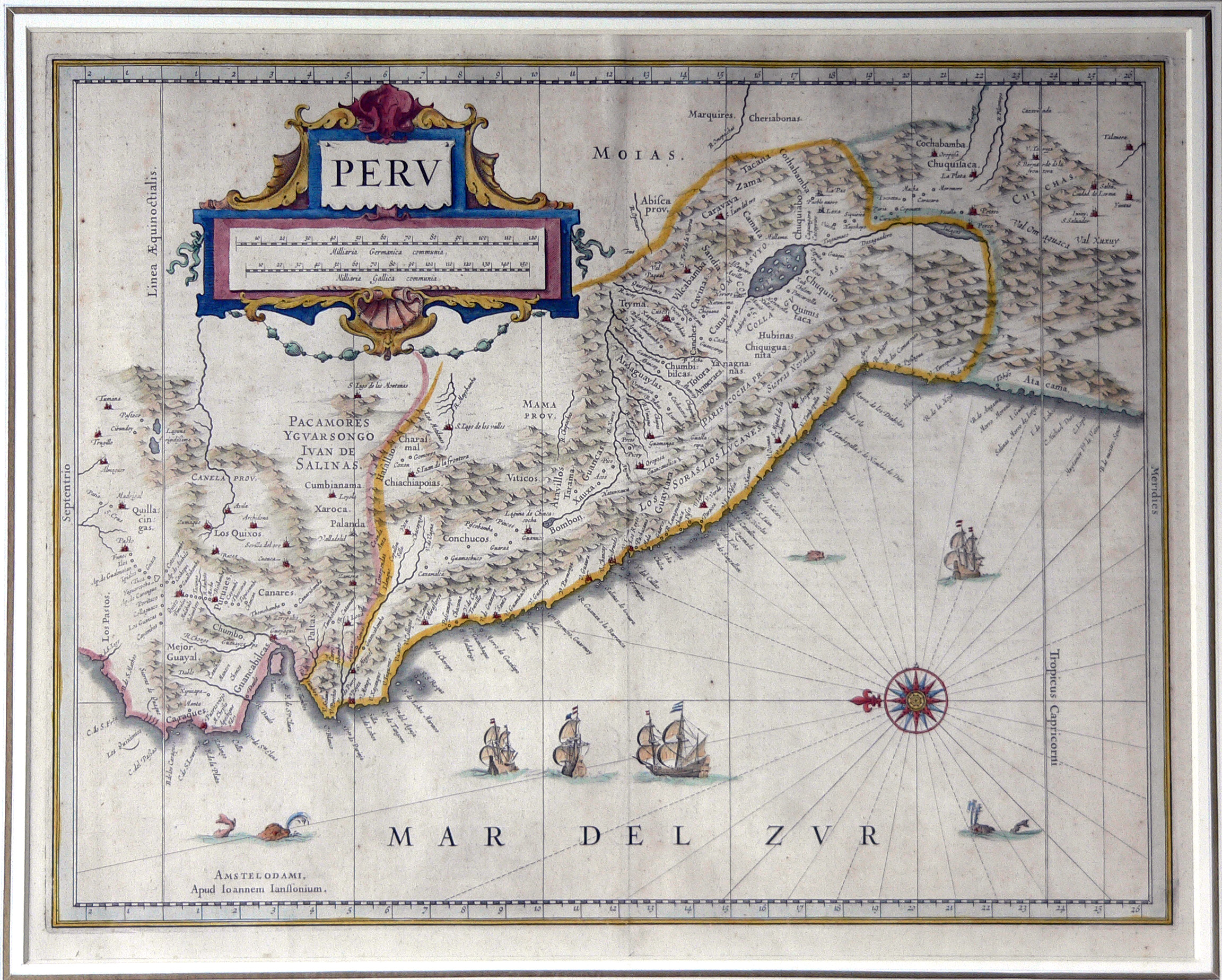
Mapa del Perú. Ioannem Ianssonium (1647).

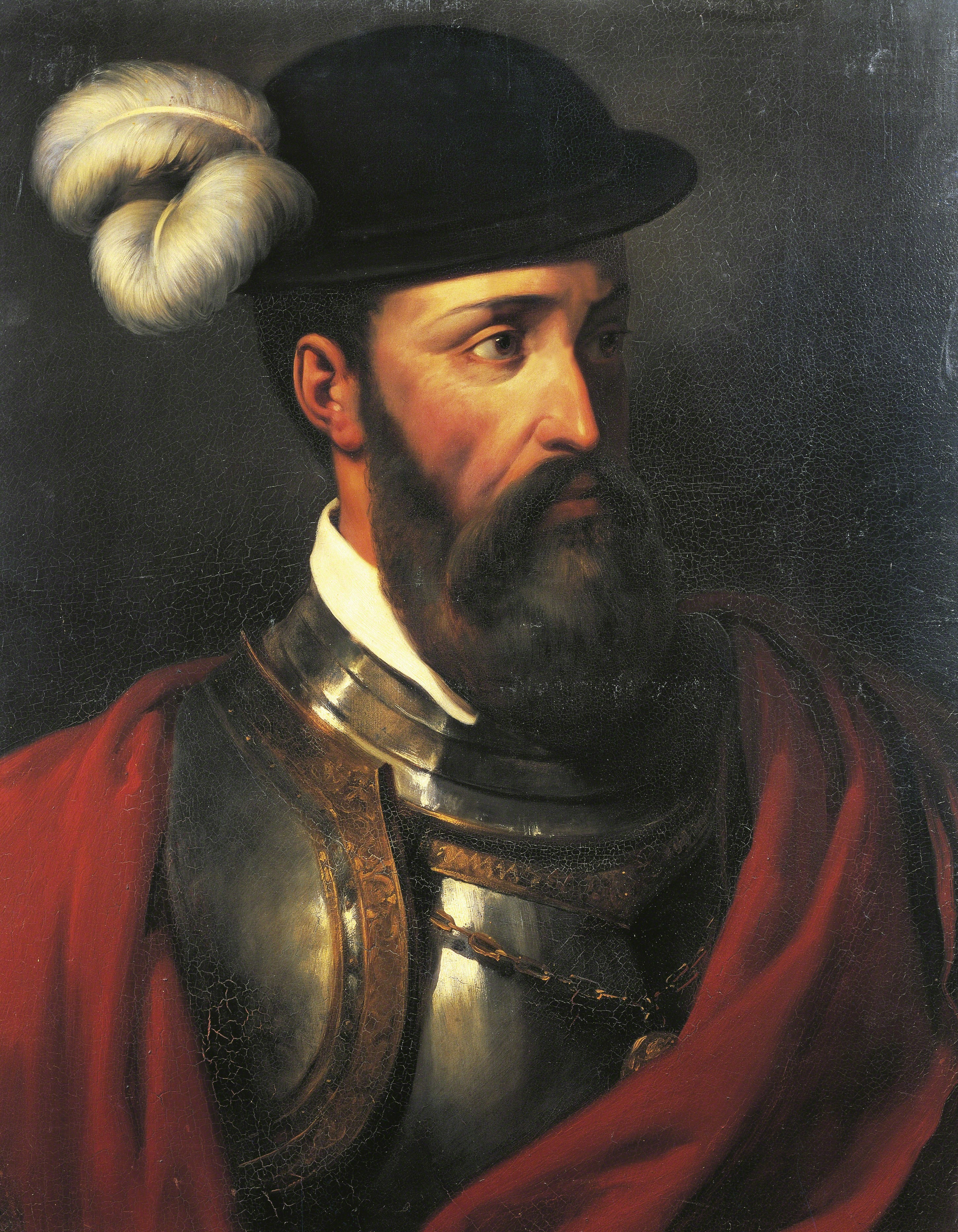
Francisco Pizarro

A mitjans del segle xvi, les tropes encapçalades per Francisco Pizarro, amb el suport d'alguns pobles governats pels inques, van conquerir aquest imperi per Espanya. El 1542 es va establir el Virregnat del Perú, que en un inici va abastar un territori des del que avui és Panamà fins a l'extrem sud del continent. L'Imperi Espanyol va significar per al Perú una profunda transformació social i econòmica. Es va implantar un sistema mercantilista, sostingut per la mineria de plata, el monopoli comercial i l'explotació de la mà d'obra indígena sota una forma de mita.
En la subsegüent Guerra civil entre els conquistadors del Perú entre els Germans Pizarro i els almagristes el 1537, Almagro va ser executat el 1538 i Francisco Pizarro, governador del Perú, assassinat pel seu fill Diego de Almagro el Mozo el 1541. En la lluita que va seguir, Cristóbal Vaca de Castro va derrotar els almagristes a la batalla de Chupas i més tard va ser empresonat per Blasco Núñez Vela, nou virrei. L'aplicació de les Lleis d'Indies, que prohibien el sistema de l'encomienda i l'esclavitud dels indígenes va provocar l'oposició hostil de Pizarro ja que allò significa que ja no podran utilitzar els indígenes com esclaus. Gonzalo Pizarro i Francisco Carvajal recluten un exèrcit de partidaris amb la intenció de suprimir aquestes lleis i a la batalla d'Añaquito en gener de 1546 les forces reialistes van ser derrotades i Núñez Vela decapitat, consolidant-se el poder de Gonzalo Pizarro al Perú. Tanmateix, el suport per a Gonzalo disminueix quan el nou representant del rei, Pedro de la Gasca, arriba proposant abrogar aquestes noves lleis. La major part de l'exèrcit de Gonzalo deserta just abans de la batalla la més important que hauria determinat el destí de la conquesta i no tenint ja cap suport de l'exèrcit, Gonzalo es rendeix i serà decapitat el 1548. En 1553 Francisco Hernández Girón va encapçalar una rebel·lió i fou derrotat pel nou virrei Melchor Bravo de Saravia el 7 de desembre de 1554 a la batalla de Pucará i executat a Lima.
A partir de fins del segle xvi i inicis del xvii, el poder virregnal es va veure lentament soscavat pel contraban comercial i la insurrecció separatista, primerament indígena (com la de Túpac Amaru II) i posteriorment també criolla. No obstant això, en els últims anys aquestes van ser fortament reprimides, pel que cap va assolir el seu objectiu final.

## Independència

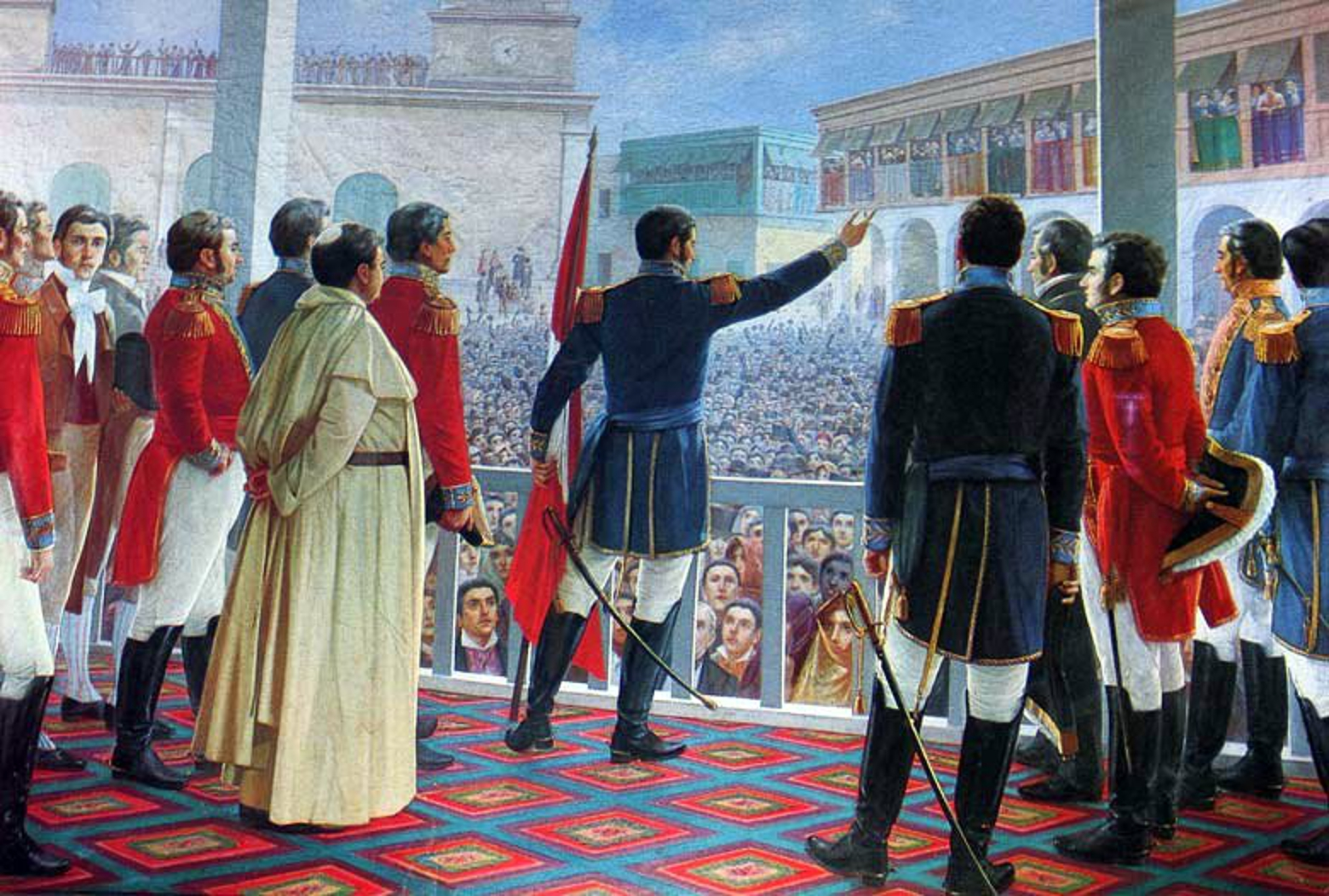
José de San Martín va proclamar la Independència del Perú el 28 de juliol de 1821.

Simón Bolívar

El 28 de juliol de 1821, el moviment independentista dirigit pel general argentí José de San Martín, provinent de Xile, va declarar la independència i va instaurar un nou estat: la República del Perú el nom de la qual ho consigna tàcitament l'Acta d'Independència d'aquest país. No obstant això, el 1824 el general veneçolà Simón Bolívar va assolir expulsar definitivament les tropes realistes establertes en la serra sud després de les batalles de Junín i Ayacucho, el 6 d'agost i 9 de desembre de 1824 respectivament.

## República delseglexix
Els primers anys d'independència es van desenvolupar entre lluites cabdillesques organitzades pels militars per a arribar a la Presidència de la República. En aquest context, entre 1836 i 1839, es va conformar la Confederació Peruano-Boliviana, dissolta després de la derrota de Yungay contra l'Exèrcit Unit Restaurador.
Les pugnes entre cabdills van continuar fins al primer govern constitucional del mariscal Ramón Castilla, qui va poder reestructurar i ordenar l'Estat gràcies a la bonança econòmica generada per l'exportació del guano de les illes del litoral. En 1865, es va produir un enfrontament amb Espanya per l'ocupació de les Illes Chincha, per a pressionar al govern peruà, el que aquest govern va interpretar com un acte de guerra. Tant Xile com Equador, van decidir donar suport a Perú per a la seva defensa, i mentre l'esquadra espanyola va bloquejar els ports de El Callao i Valparaíso, la flota aliada es va apostar en l'illa de Chiloé, al sud de Xile. En tant la corbeta xilena Esmeralda va capturar la goleta ovadonga a la batalla de Papudo i l'esquadra aliada va rebutjar l'atac hispà al combat naval d'Abtao, amb la qual cosa l'Armada espanyola bombardeja el port de Valparaíso que no disposava de defenses, destruint més de la meitat de la flota mercant Xilena. Posteriorment es va atacar El Callao, però els seus grans forts i la seva fèrria defensa van posar en greus angúnies a la flota espanyola, que hagué de retirar-se i deixar les aigües sud-americanes.

### Protectorat de San Martín (1821-1822)
El general San Martín havia assumit el comandament polític militar dels departaments lliures del Perú sota el títol de Protector, com diu el decret del 3 d'agost de 1821.
Després, el títol de Protector va ser canviat pel de Protector de la Llibertat del Perú. Durant el Protectorat, que va durar a penes un any i 17 dies, es van realitzar les següents polítiques administratives:
- Començament d'un règim administratiu autònom després de tres segles de colonialisme.
- Possibilitat que el poble triï el sistema que més convingués als interessos nacionals.
- Els símbols de la pàtria: la primera bandera i l'himne nacional.[133]
- La moneda nacional, signe fiduciari de lliure poder econòmic.
- Reglament bàsic del seu sistema comercial per a iniciar relacions econòmiques amb altres països del món.
- La creació de la Marina de Guerra del Perú i l'adquisició dels primers vaixells per a la seva esquadra nacional a fi de defensar la sobirania adquirida.[134]
- L'organització bàsica de la seva força militar, per a resguardar la seguretat interna i externa.
- La determinació de la seva pròpia executòria educacional amb la fundació de l'Escola Normal, així com les primeres escoles públiques del Perú lliure.
- El primer intent de rescatar, valorar i difondre la cultura nacional mitjançant la creació de la Biblioteca Nacional del Perú.[135]

Altres disposicions que es van donar al Perú, durant el Protectorat, van anar:
- En una mesura francament conservadora, San Martín va respectar tots els títols de la noblesa virregnal, canviant la denominació de Títols de Castella per la de Títols del Perú.
- Va quedar fundada la Societat Patriòtica de Lima,[136] amb la intenció de defensar la instauració d'un règim monàrquic peruà, del qual Sant Martí era partidari; però, en la pràctica, els seus integrants van advocar pel sistema republicà.
- Es va crear l'Ordre El Sol del Perú per a reconèixer la labor dels peruans més distingits i donar-los un estatus semblant al dels Títols del Perú.
- Una comissió especial, integrada per García del Riu i James Paroissien, va viatjar a Europa per ordre de Sant Martí per a buscar un príncep que vingués al Perú com a rei. Aquests dos personatges van sortir del Perú el desembre de 1821 i van arribar a Londres el setembre de 1822, època en què s'acabava el Protectorat de San Martín. Encara que van ser reemplaçats per Ortiz de Zevallos i Juan Parish Robertson, al Perú s'havia consolidat la idea del sistema republicà, per tant, els comissionats tant de la primera com de la segona, van fracassar en el seu intent.
- Els primers membres del gabinet sanmartiniano van ser: Juan García del Riu, ministre de Relacions Exteriors; Bernardo de Monteagudo, ministre de Guerra i Marina; i Hipòlit Unanue, ministre d'Hisenda. El primer era colombià, natural de Cartagena d'Índies; el segon, argentí, de la província de Tucumán; i el tercer, peruà nascut en Arica.
- Prefecte de Lima va ser nomenat José de la Riva-Agüero, un jove i ric aristòcrata de Lima, que havia col·laborat intensament per la causa de la llibertat.

### Suprema Junta Governativa del Perú
La Suprema Junta Governativa del Perú va ser un cos col·legiat que es va fer càrrec del poder executiu després de la renúncia de José de San Martín, fins llavors Protector del Perú. Va ser creada el 21 de setembre de 1822 pel primer Congrés Constituent del Perú. Els membres de la Junta van ser triats d'entre els diputats del mateix Congrés i van ser els següents: José de la Mar (president), Felipe Antonio Alvarado i Manuel Salazar y Baquíjano. La missió primordial d'aquesta Junta era acabar la Guerra d'Independència, perquè les forces realistes al comandament del virrei Josep de la Serna resistien encara en el sud i centre del Perú. La Junta va organitzar l'anomenada Campanya d'Intermedis, que va culminar en fracàs; tot seguit, va esclatar el Motí de Balconcillo, una rebel·lió d'oficials de l'exèrcit patriota que van pressionar al Congrés perquè dissolgués a la Junta i elegís a un president únic, la qual cosa va ocórrer el 27 de febrer de 1823.

#### Creació
Quan José de Sant Martí va renunciar com a protector del Perú el 20 de setembre de 1822 davant l'acabat d'instal·lar primer Congrés Constituent del Perú, els legisladors van decidir lliurar el poder executiu a un grup de tres diputats, que van conformar un cos col·legiat denominat la Suprema Junta Governativa.
Els membres de la Junta van ser els següents:
- José de la Mar, general peruà, natural de Conca (llavors en territori de la província de Quito). Va assumir la presidència de la Junta.
- Manuel Salazar y Baquíjano, noble crioll, natural de Lima, que encara signava amb el seu títol de Conde de Vistaflorida.[138]
- Felipe Antonio Alvarado, jurista i militar rioplatense, germà del general Rudecindo Alvarado.

Aquesta Junta va entrar en funcions el dia 21 de setembre de 1822.

#### Context internacional
El virrei José de la Serna comptava amb més de 20.000 soldades que ocupaven el territori entre Cerro de Pasco (centre del Perú) i l'Alt Perú (sud del Perú, actual Bolívia). Ja San Martín havia previst que eren necessàries més forces per a poder derrotar els realistes, els qui havien convertit tot aquest territori en un veritable bastió del seu poder. Es trobava encara en curs l'ajuda que el Llibertador del Nord, Simón Bolívar, al capdavant de la Gran Colòmbia, havia ofert al Perú per a derrotar els espanyols. Efectivament, durant l'Entrevista de Guayaquil, Bolívar va oferir a San Martín ajuda militar al Perú, la que es va concretar al juliol de 1822, amb l'enviament de tropes al comandament de Juan Paz del Castell, però aquestes eren encara insuficients. Al setembre d'aquest any, Bolívar va oferir altres 4.000 soldats més, però la ja instal·lada Suprema Junta Governativa només va acceptar la recepció de 4.000 fusells. Les relacions del Perú amb la Gran Colòmbia van entrar al punt més crític degut a l'annexió de Guayaquil a territori grancolombiano. A això es va sumar el fet que Juan Paz del Castell rebés instruccions del seu govern de no comprometre a les seves forces sol en cas que l'èxit estigués garantit i només en el nord peruà, per la qual cosa va entrar en conflicte amb els interessos del Perú, que s'enfocaven a atacar als realistes del centre i del sud. Aquest oficial colombià va retornar a la seva pàtria, al gener de 1823, disgustat al no aconseguir imposar les seves condicions. Les relacions amb la Gran Colòmbia es van refredar llavors, en els precisos instants en què es lliurava l'anomenada Primera Campanya d'Intermedis.

#### Primera Campanya d'Intermedis
La Suprema Junta de Govern, tractant de complir la seva missió primordial, això és, finalitzar la guerra de la independència, va organitzar una expedició militar contra els espanyols que encara dominaven el sud del Perú. Aquesta expedició es va conèixer com a “Campanya dels ports intermedis” o simplement “Campanya d'Intermedis”, perquè el pla era atacar als espanyols des de la costa sud situada entre els ports de Ilo i Arica. Aquest pla havia estat esbossat pel mateix Sant Martí, però originalment contemplava, a més de l'atac des de la costa sud peruana, una ofensiva combinada dels argentins per l'Alt Perú i dels patriotes de Lima pel centre del Perú. No obstant això, la Junta no va poder aconseguir el concurs del govern de Buenos Aires, aclaparat per dificultats internes, i no va atorgar a l'exèrcit que guarnia Lima els mitjans necessaris perquè iniciés oportunament una ofensiva a la serra central. La partida del colombià Juan Paz del Castell va influir també perquè es paralitzessin els preparatius de l'anomenat exèrcit patriota del Centre.
Pel que fa a l'expedició patriota enviada al sud i que estava comandada per Rudecindo Alvarado, va acabar en total fracàs després de sofrir les derrotes de Torata i Moquegua (19 i 21 de gener de 1823). Després d'aquest desastre militar, la Junta de Govern i el Congrés van quedar tremendament desacreditats davant l'opinió pública. Es va témer que les tropes realistes acantonades en Jauja (serra central peruana), passessin a l'ofensiva i reconquerissin Lima.

#### El motí de Balconcillo
Els oficials patriotes al comandament de les tropes que guarnien Lima, davant el temor d'una ofensiva espanyola, van signar una sol·licitud davant el Congrés, datada el 23 de febrer de 1823 en Miraflores, invocant la designació d'un sol Cap Suprem «que ordeni i sigui veloçment obeït», en reemplaçament del cos col·legiat que integrava la Junta; se suggeria fins i tot el nom de l'oficial indicat per a assumir el govern: el coronel José de la Riva-Agüero. La crisi es va aprofundir en ser presentada una altra sol·licitud al Congrés per part de les milícies cíviques aquarterades en Bellavista i una tercera encapçalada per Mariano Tramarría. El dia 27 de febrer les tropes es van mobilitzar des dels seus acantonaments fins a la hisenda de Balconcillo, a mitja llegua de Lima, des d'on van exigir la destitució de la Junta. Aquests revoltats estaven encapçalats pel general Andrés de Santa Cruz. Va ser el primer cop d'estat de la història republicana peruana, conegut com el Motí de Balconcillo, amb el qual es va inaugurar la successió de governs de facto que van jalonar el transcurs de la vida republicana.

#### Dissolució de la Junta i elecció de Riva Agüero
Davant tal pressió, aquest mateix dia, el Congrés va acordar cessar la Junta Governativa i encarregar interinament la màxima magistratura al cap militar de major graduació, que era José Bernardo de Tagle, marquès de Torre Tagle. El 28 de febrer, el Congrés va ordenar posar en llibertat al general José de la Mar, que havia estat arrestat en el seu domicili, i va citar al general Andrés de Santa Cruz, qui va fer una exposició oral de la posició dels caps i va acabar dient que acataven l'ordre del Congrés però que si no es nomenava a José de la Riva Agüero com a President de la República, ell i els caps militars renunciarien i s'anirien del país. Davant l'expressat per Santa Cruz, el Congrés va nomenar a de la Riva Agüero com a President de la República per 39 vots a favor d'un total de 60; no se li va assignar funcions ni terminis. Prèviament de la Riva Agüero va ser ascendit al grau de Gran Mariscal.

### Govern de Riva-Agüero (1823)

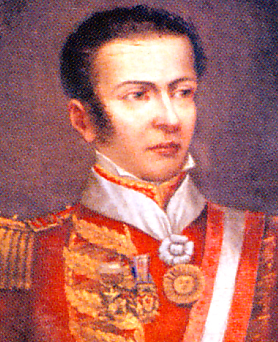
José de la Riva-Agüero, primer president del Perú.

Riva-Agüero va posar en marxa una gran activitat per a posar al Perú en condicions d'acabar per compte propi la guerra de la independència. La seva obra governativa es va concretar en els següents punts:
1. Es va abocar a una labor d'organització i millorament de l'Exèrcit posant gran obstinació a augmentar els seus efectius amb elements peruans. Al capdavant d'ell va posar al general Andrés de Santa Cruz. Va ordenar al comandant Antonio Gutiérrez de la Fuente formar forces de reserva a les províncies del nord, a Trujillo,[143] així com al coronel Ramón Castella la creació del quart Esquadró d'Hússars.
2. Va formar la primera esquadra peruana, el comandament de la qual va encarregar al Vicealmirall Martín Guise. Va crear l'Escola Naval del Perú. Va establir un permanent bloqueig de la costa per a defensar-la de les incursions realistes.
3. Va recollir el paper moneda emesa sota el Protectorat de San Martín i la circulació del qual va quedar prohibida.
4. Va enviar missions diplomàtiques a la Gran Colòmbia, Xile i les Províncies Unides del Riu de la Plata per a sol·licitar l'ajuda immediata d'aquests països per a consolidar el procés d'independència. L'ajuda que més necessitava Riva-Agüero era la de Bolívar, nomenant amb tal fi com el seu Ministre Plenipotenciari davant el Llibertador al general Mariano Portocarrero. Portocarrero va pactar amb Bolívar en Guayaquil un auxili de 6.000 homes, equipats i pagats pel Perú, i conforme a aquest pacte, van començar a arribar al Callao les primeres tropes grancolombianas (abril de 1823). Juntament amb elles va arribar, en qualitat d'Enviat Extraordinari de Bolívar, el general Antonio Josep de Sucre, però el veritable objectiu del qual era preparar el terreny perquè Bolívar fos cridat al Perú. Riva-Agüero va enviar també a Xile al diplomàtic José de Larrea i Loredo, qui va aconseguir aconseguir un emprèstit del govern Xilè i una ajuda en homes i materials per a continuar la guerra contra els espanyols. Davant les Províncies Unides del Riu de la Plata va encarregar la representació del Perú al Vicealmirall Manuel Blanco Emblanquinada, sense resultats positius.
5. Els comissionats James Paroissien i Juan García del Riu van aconseguir la contractació amb Anglaterra d'un emprèstit per 1.200.000 lliures esterlines, el primer de la història republicana del Perú.[144][145] Això va permetre a Riva-Agüero disposar dels fons necessaris per a la seva obra governativa.

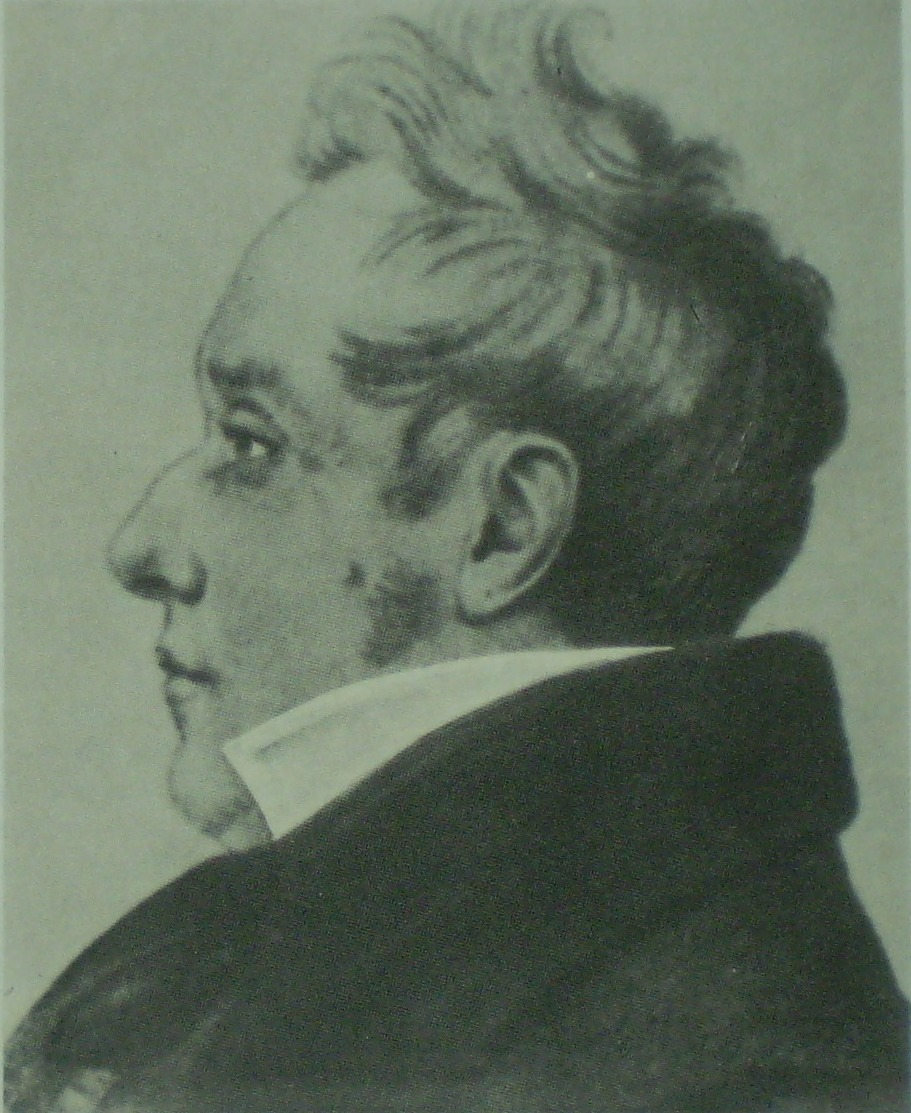
James Paroissien

### Segona Campanya d'Intermedis
Riva-Agüero va emprendre la Segona Campanya d'Intermedis, embarcant-se les seves tropes del 14 a 25 de maig de 1823, rumb als ports del sud, des d'on planejava atacar als espanyols que encara dominaven tot el sud peruà. Aquesta expedició la comandava el general Andrés de Santa Cruz i com a cap d'estat major anava el llavors coronel Agustín Gamarra. Santa Cruz va prometre tornar victoriós o mort. Era la primera vegada que es posava en acció un exèrcit format íntegrament per peruans. Santa Cruz va desembarcar les seves forces en Iquique, Arica i Pacocha i va avançar sobre l'Alt Perú. Els patriotes van obtenir al principi algunes victòries. Gamarra va ocupar Oruro i Santa Cruz La Paz. Però la reacció dels realistes no es va fer esperar. El virrei La Serna va enviar al seu general Gerónimo Valdés perquè ataqués a Santa Cruz, produint-se la batalla de Zepita (25 d'agost de 1823), a la vora del llac Titicaca. Els patriotes van quedar amos del camp, però sense obtenir una victòria decisiva. Tot seguit, Santa Cruz va ordenar la retirada cap a la costa, sent perseguit molt de prop per les forces de la Serna i Valdés, els qui despectivament van denominar a aquesta campanya com la “campanya del taló”, al·ludint a l'a prop que van estar dels patriotes que es retiraven, gairebé “trepitjant-los els talons”. Santa Cruz no va parar fins a arribar al port de Ilo on es va embarcar amb 700 supervivents. La campanya va acabar, doncs, en total fracàs per als patriotes.

### Pugna amb el Congrés
En quedar Lima desguarnecida, el cap realista José de Canterac va avançar des de la serra contra la capital. Riva-Agüero va ordenar llavors el trasllat dels organismes del govern i les tropes a la Fortalesa del Real Felipe del Callao, el 16 de juny de 1823. El dia 19 les forces espanyoles ocupaven Lima.
En el Callao va esclatar la discòrdia entre el Congrés i Riva-Agüero. El Congrés va resoldre que es traslladessin a Trujillo els poders Executiu i Legislatiu; va crear a més un Poder militar que va confiar al general veneçolà Antonio José de Sucre (que havia arribat al Perú al maig d'aquest any, al capdavant de les primeres tropes colombianes), i va acreditar una delegació per a sol·licitar la col·laboració personal de Simón Bolívar en la guerra contra els espanyols (19 de juny de 1823). De seguida, el mateix Congrés va concedir a Sucre facultats iguals a les de President de la República mentre durés la crisi, i el dia 23 de juny va disposar que Riva-Agüero quedés exonerat del comandament suprem.
Riva-Agüero no va acatar tal disposició congresal i es va embarcar a Trujillo (nord del Perú) amb part de les autoritats. Va mantenir la seva investidura de President, va decretar la dissolució del Congrés (19 de juliol de 1823) i va crear un Senat integrat per deu diputats. Va formar tropes i va intentar reforçar-les amb les restes de la campanya d'Intermedis. Mentre que a Lima, el Congrés va ser novament convocat pel president provisori Torre Tagle, el 6 d'agost del mateix any.

### Govern de Torre Tagle (1823-1824)
El Congrés va reconèixer a José Bernardo de Tagle com a President de la República, sent aquest el segon ciutadà a adoptar aquest títol, després de Riva-Agüero.

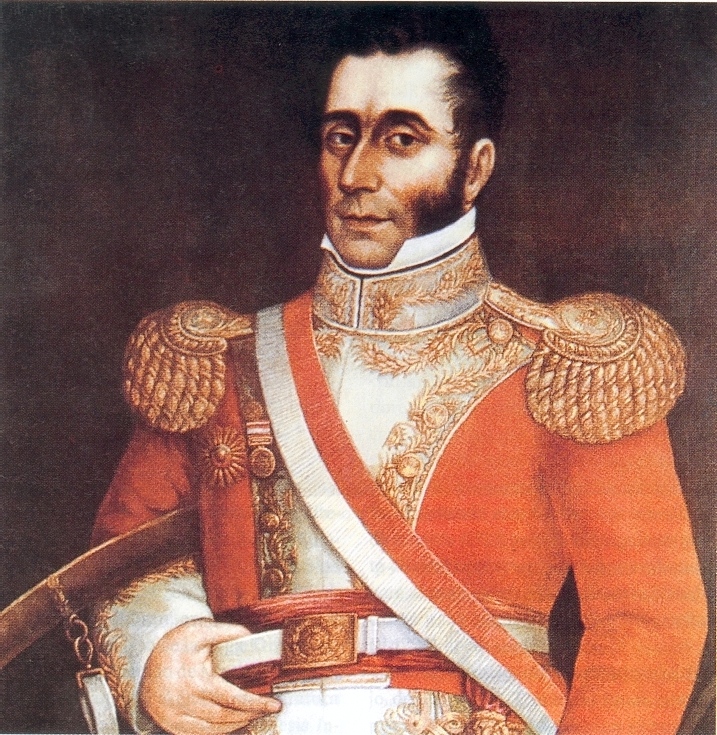
Jose Bernardo de Tagle, segon president del Perú

La seva obra governativa es va concretar en els següents punts:
- Va reinstal·lar el Congrés que havia estat dissolt per Riva-Agüero (6 d'agost de 1823).[150] Malgrat els seus defectes, el Congrés sorgia llavors com l'únic representant de la sobirania i la sola font de legitimitat. Formaven part d'ell personalitats de la talla de José Faustino Sánchez Carrión, Toribio Rodríguez de Mendoza, Manuel Salazar i Baquíjano, José de la Mar, Hipòlit Unanue, Justo Figuerola, entre d'altres. La seva tasca immediata va ser la culminació de la seva labor constituent, és a dir, el text de la qual seria la primera carta política de la República peruana.
- Va estar d'acord que el Congrés concedís a Bolívar autoritat militar i política en tot el territori de la República, amb gran amplitud de poders, sota la denominació de Llibertador. Havia de posar-se d'acord amb Bolívar en tots els casos que fossin de la seva atribució natural i que no estiguessin en oposició amb les facultats atorgades al Llibertador (10 de setembre de 1823).[151] Com a irrisòria compensació a aquesta disminució del seu poder, el Congrés va atorgar a Tagle una medalla amb el nom de «Restaurador de la representació sobirana».
- Va promulgar la Constitució liberal de 1823 (12 de novembre de 1823), la primera que va tenir el Perú.[152] Estava dividida en tres seccions consagrades a la nació peruana, el territori, la religió i la ciutadania; a la forma de govern i els poders que ho integraven; i als mitjans de conservar el govern. Cal assenyalar que un dia abans d'aquesta promulgació, el mateix Congrés va declarar que suspenia el compliment dels articles constitucionals incompatibles amb les facultats donades a Bolívar. De manera que, en la pràctica, la Constitució de 1823 no va estar ni un sol dia en vigor durant el govern de Tagle. Només després de la caiguda del règim bolivarià en 1827 va ser restituïda, per a durar efímeramentes, en ser reemplaçada en 1828 per una altra Constitució.

### Invitació a Simón Bolívar
El Congrés peruà acatant les recomanacions del general Sucre, va convidar al Llibertador del Nord, general Simón Bolívar a traslladar-se al Perú «per a consolidar la independència». Bolívar es va embarcar en el bergantín Chimborazo en Guayaquil, el 7 d'agost de 1823, arribant al Callao l'1 de setembre del mateix any. El dia 10 de setembre el Congrés de Lima li va atorgar la suprema autoritat militar en tota la República. Continuava sent Torre Tagle president, però havia de posar-se d'acord en tot amb Bolívar. L'únic obstacle per a Bolívar era Riva-Agüero, qui dominava el nord del Perú, amb capital a Trujillo. Riva-Agüero no va donar senyal de voler arribar a un acord que possibilités la unificació de totes les forces patriotes sota el comandament del Llibertador del Nord, i més aviat va voler entendre's amb els realistes.
El mateix Bolívar va obrir campanya contra Riva-Agüero, marxant al nord. Però abans que es desfermés la guerra civil, Riva-Agüero va ser capturat pels seus propis oficials encapçalats pel coronel Antonio Gutiérrez de la Font, qui, desobeint l'ordre d'afusellar-ho, ho va bandejar a Guayaquil (25 de novembre de 1823). Bolívar va entrar a Trujillo al desembre de 1823 i va quedar així dominant l'escena política i militar del Perú. Després va emprendre retorn a Lima. L'1 de gener de 1824, va estar en Nepeña i Huarmey, d'aquí va passar a Pativilca on va emmalaltir de paludisme.

### Govern de Simón Bolívar (1824-1826)
Els realistes, assabentats de la malaltia de Bolívar, van aprofitar la situació i van aconseguir que les tropes patriotes (rioplatenses i xilenes) que guarnien la Fortalesa del Real Felipe en el Callao, s'amotinessin, reclamant pagaments reportats i altres maltractaments. Els amotinats van aconseguir prendre el fort, van alliberar els presoners espanyols, els van retornar els seus càrrecs i jerarquies i juntament amb ells, van enarborar la bandera espanyola, cometent traïció a la causa llibertadora. Aquest acte de sedició va causar desconcert a Lima (5 de febrer de 1824). Davant tal delicada situació, el Congrés va donar el 10 de febrer un memorable decret lliurant a Bolívar la plenitud dels poders perquè fes front al perill, anul·lant l'autoritat de Torre Tagle. Es va instal·lar així la Dictadura.
Canterac va ordenar que els generals realistes José Ramón Rodil i Juan Antonio Monet aprofitessin aquesta circumstància i prenguessin Lima. A marxes forçades, el general Monet, des de Jauja i el general Rodil, des de Ica, es van ajuntar en Lurín, el 27 de febrer de 1824. Els patriotes de Lima, es van veure obligats a abandonar-la, al comandament del general Mariano Necochea, qui juntament amb 400 montoneros a cavall, van ser els últims a retirar-se el 27 de febrer. Els realistes van ingressar a Lima el 29 de febrer del mateix any.
Bolívar, ja recuperat de la seva malaltia, davant les terribles notícies que li arribaven de Lima, va iniciar els preparatius per a una retirada a Guayaquil, tement la pèrdua territorial de Colòmbia aconseguida en les campanyes del Sud. Va instal·lar la seva caserna general a Trujillo i va rebre l'ajuda dels peruans, tant en diners, proveïments i recursos de tota índole, com en combatents. Efectivament, fora del seu exèrcit regular, Bolívar va comptar amb la valuosa ajuda de 10,000 montoneros. Aquest enorme contingent de soldats irregulars estava integrat principalment per indígenes reclutats a les províncies lliures. Bolívar va comissionar als líders dels montoneros per a actuar en els següents fronts: Francisco de Paula Otero, nomenat comandant general dels montoneros de la serra; Ignacio Ninavilca, de la zona de Huarochirí, qui posteriorment va ser nominat com a representant davant el congrés; el coronel Juan Francisco de Vidal, de la Oroya; el major Vicente Suárez, de Canta; i el comandant María Fresco, a càrrec de Junín.

### Inicis de la República
Bolívar va retornar a Colòmbia el setembre de 1826, va deixar tot encaminat per imposar al Perú la Constitució Vitalícia, tal com ja ho havia fet a Bolívia, república la creació de la qual va fomentar, tenint com a base el territori de l'Alt Perú. Però els elements nacionalistes i liberals peruans van desfermar els dies 26 i 27 de gener de 1827 una rebel·lió a Lima, que va provocar la caiguda del règim bolivarià o vitalici. Després del govern d'una Junta presidida per Santa Cruz, va assumir la presidència del Perú el mariscal José de La Mar. L'any següent, es va produir la invasió peruana de Bolívia, que va posar igualment fi al règim bolivarià a Bolívia, el cap del qual era el mariscal Sucre. L'any 1827 va marcar doncs l'inici de la República Peruana lliure de tota dominació forana, però va significar també l'inici de les pugnes cabdillistes. El Perú va entrar en una etapa marcada per governs militars, dirigits pels cabdills de la independència.
El primer conflicte internacional que va haver d'enfrontar la jove república va ser la guerra amb la Gran Colòmbia (1828-1829). El president d'aquest país, Bolívar, ofuscat per la fi de la seva influència al Perú i Bolívia, va desfermar la seva ira sobre el govern peruà, acompanyant-lo de reclams territorials (exigia el lliurament de les províncies peruanes de Tombes, Jaén i Maynas). La campanya marítima va ser favorable al Perú, la marina del qual va capturar el port de Guayaquil, però no ho va ser la campanya terrestre, en què una avançada de l'exèrcit peruà va patir un revés a la batalla de Tarqui, encara que no va ser una derrota definitiva. Si bé les forces peruanes es retiraren, La Mar es negà a entregar Guayaquil i, de fet, es preparava per iniciar una nova ofensiva. Fins i tot el mateix Bolívar s'havia desplaçat cap al sud per dirigir la campanya per recuperar Guayaquil. Tot i així, la guerra acabà inesperadament amb un cop d'estat a Lima que derrocà La Mar. El nou govern d'Agustín Gamarra cessà les hostilitats i entregà Guayaquil el 20 de juliol. El 22 de setembre de 1829 es firmà el tractat de Guayaquil i es preparà una comissió mixta per fixar definitivament els límits entre els països. Poc després va morir Bolívar i la Gran Colòmbia es va fraccionar en tres repúbliques: Veneçuela, Nova Granada (Colòmbia) i l'Equador.

### Guerra amb Xile

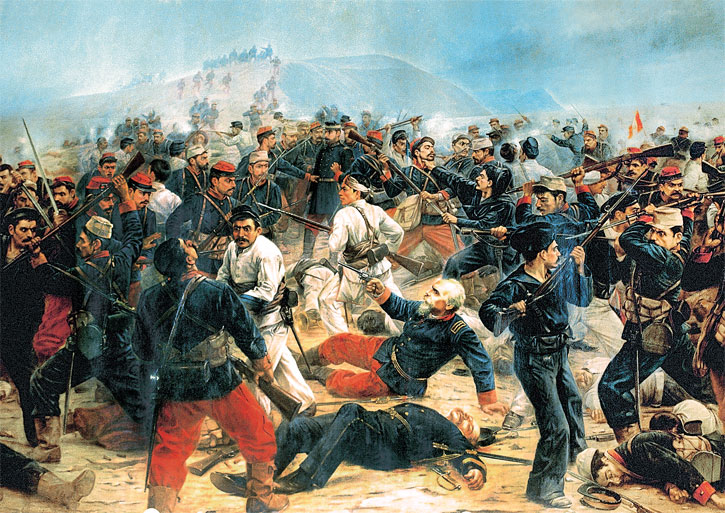
Batalla d'Arica, Oli de Juan Lepiani.

El 1879, Xile va declarar la guerra al Perú, que va intervenir en un problema d'impostos entre Bolívia i Xile a raó d'un Tractat Secret de Mútua Defensa. Aquesta declaració de guerra, va esdevenir en el que avui es coneix com a Guerra del Pacífic i que es va desenvolupar entre 1879 i 1883. La Guerra del Pacífic es va desenvolupar en diverses etapes, corresponent la primera a la campanya naval i que culmina el 8 d'octubre d'aquest any amb el combat naval d'Angamos, on es va immolar l'almirall Miguel Grau Seminari, heroi màxim de la Marina de Guerra del Perú.
Després de vèncer a l'esquadra peruana, Xile dona inici a la campanya terrestre de la guerra. Aquesta va començar amb el desembarcament de Pisagua i es va desenvolupar durant quatre llargs anys, fins que s'esdevé la batalla de Huamachuco, després d'això el president Miguel Iglesias va signar el Tractat d'Ancón que va posar fi a les hostilitats, a pesar de la resistència a la Serra peruana comandada per Andrés Avelino Càceres, el denominat Bruixot dels Andes. Una de les batalles més recordades és la batalla d'Arica.

## Segle XX

### La República Aristocràtica

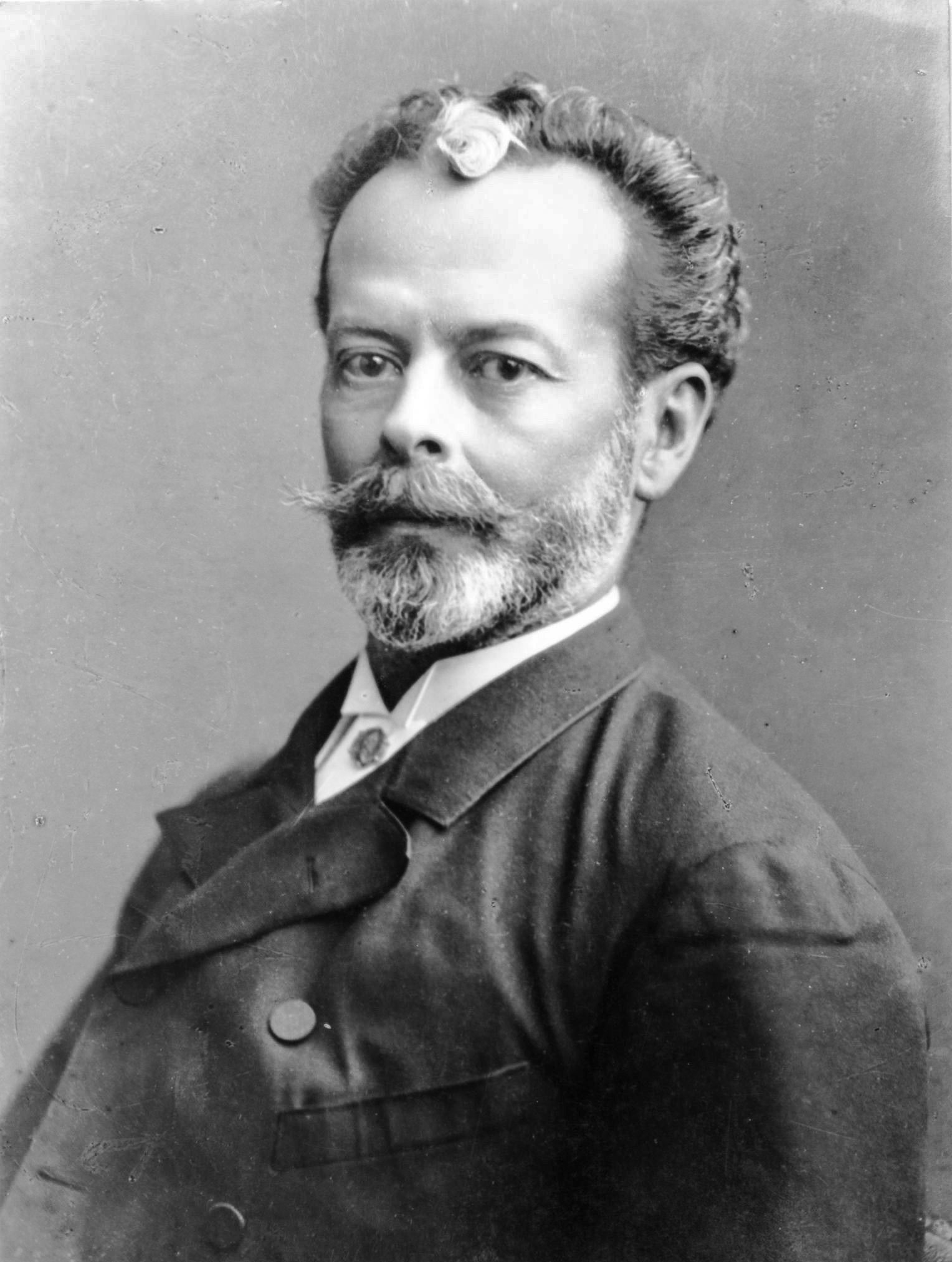
Nicolás de Piérola

El govern constitucional de Nicolás de Piérola (1895-1899) va reorganitzar l'Estat peruà i va sanejar les finances públiques, impulsant l'estalvi, la bancarització i la indústria. S'incrementa la feina i una nova era de prosperitat va començar per a l'Estat. És l'anomenada República Aristocràtica, on membres de l'elit social governarien des del 1899 fins al 1919 en pau i amb creixement econòmic. Les principals forces polítiques eren el Partit Demòcrata i el Partit Civil. Altres forces polítiques importants van ser el Partit Constitucional i el Partit Liberal d'August Durand. Els governs van arribar al poder via eleccions democràtiques, tret del període d'Óscar Benavides (1914-1915), que va ser fruit d'un cop militar.
La situació colonial del país va continuar després de la independència però aquesta vegada ja no depenent d'Espanya sinó a través de la dependència del capital europeu i nord-americà, i és particularment durant la República Aristocràtica en què la dependència al capital nord-americà es comença a forjar.

#### Consens de forces polítiques
S'inicia amb el consens de dues forces polítiques predominants, civilistes i demòcrates, per enderrocar Cáceres. Seguida per l'aliança entre Piérola i l'oligarquia civilista els qui necessitaven una figura amb gran suport popular per poder pacificar el país. Piérola permet tenir una estabilitat política des del 1895 fins al 1899, any en què transfereix el poder als civilistes els qui el prenen fins al 1919. El consens polític entre els partits civilistes i demòcrates representaven els interessos econòmics de les hisendes de sucre de la costa, els industrials, els comerciants, les elits terratinents de la serra i altres.

#### Reformes inicials
El Govern de Piérola va dur a terme una sèrie de polítiques econòmiques i fiscals: una de les més importants va ser posar barreres aranzelàries als productes importats de manera que fomentessin la industrialització per substitució d'importacions. Una altra mesura per incentivar el comerç cap a l'interior del país va ser la de camins, per la qual va mobilitzar els nadius de les comunitats limítrofes. En el pla tributari, “va eliminar” el Tribut Indígena per tal de deixar sense rendes les Juntes Departamentals que simpatitzaven amb Càceres, el seu enemic polític. Això no significa que va eliminar la càrrega tributària a l'indígena, doncs per contra, ells van ser afectats usant l'impost a la sal el que va originar les protestes dels camperols que va ser reprimida violentament causant moltes morts.

#### L'exclusió i l'opressió
L'altra banda de la bonança econòmica va ser l'exclusió i l'opressió. El govern de Piérola va ser autocràtic, “paternalista”, i no democràtic. Es va oposar a la llei que permetia el vot dels qui no sabien llegir ni escriure. Com que els sectors populars no podien votar, i només ho podien fer els sectors acomodats es garantia la continuació dels governs conservadors. Com a conseqüència, les classes baixes no s'integrarien al poder polític i les seves demandes no serien escoltades. Sumat a això, Piérola va continuar amb la política de Càceres respecte als hisendats de les regions del Perú, unint-s'hi per restaurar les relacions jeràrquiques d'autoritat que s'havien destruït durant la guerra, usant la repressió i l'exclusió si les classes subalternes no ho acceptaven. El govern central depenia dels gamonals (els grans senyors feudals de la serra) per controlar el descontentament dels camperols. Així els representants de les gamonals que obtenen càrrecs per al congrés en les eleccions regionals donen suport al govern central a canvi que aquest deixi governar els gamonals al seu gust.

#### La mineria
La mineria a la serra va reviure després de la guerra, amb l'impuls que la mineria de plata de Casapalca explotada per empresaris de la zona des del 1880, i va seguir amb el descobriment de noves mines a Morococha l'any 1890. Però el 1892, dos fets ocorren: primer, la caiguda internacional del preu de la plata i després la suspensió de l'encunyació de les monedes de plata al país, va fer que els guanys dels empresaris miners de plata caigués. Per la mateixa època comença el boom internacional del coure que alguns empresaris locals comencen a explotar. Al voltant de 1893 es va acabar de construir el tren de La Oroya, cosa que farà més accessible les mines de Morococha i Turó de Pasco, i permetrà que les inversions nord-americanes ingressin i comprin a preus molt alts la majoria de mines i fins i tot la fosa de Casapalca. Aquestes inversions nord-americanes estaven financerament al mateix temps de l'estat peruà i molt per sobre dels miners peruans. L'ingrés dels capitals nord-americans va permetre l'expansió de la mineria per l'ús de nova tecnologia, però va deixar aquesta zona del país a l'endarreriment perquè les utilitats d'aquesta explotació se'n van anar als Estats Units. A més, l'Estat Peruà no va regular aquest sector, cosa que va permetre a aquestes companyies fer les coses al seu gust. Com a resultat d'això la taxa interna de retorn de la Cerro de Pasco Copper Corporation va ser del 55%. Quan les mines eren explotades pels empresaris locals els diners producte de les utilitats es reinvertia a la regió en la producció agrària i en el comerç de la regió. Impulsant fins i tot el cultiu del cafè en la cella de selva peruana. Quan arriben els nord-americans les utilitats no tornen però malgrat això queda prou diners per a generar producció i comerç, originant la creació d'una nova elit regional en el centre del Perú, conformada per miners, hisendats i comerciants.

#### Els hisendats i els pagesos en la Serra
La relació entre els hisendats i els pagesos es caracteritzarà per l'encerclament de les comunitats. Pel fet que els hisendats i empresaris busquen expandir les seves terres per a incrementar els seus cultius, aquests tiren ull a les possessions dels pagesos i de les comunitats pageses. Aquestes últimes que ja es trobaven afeblides per la guerra, en reduir-se la seva població masculina i la quantitat de cultius, van ser presa fàcil de la usurpació de terres per part dels hisendats els qui van recórrer als cobraments coactius per deutes o a la compra forçada. Comença a germinar-se les causes de la violència, en formar-se els grans latifundis, dirigits per hisendats dèspotes, i pels quals molts pagesos es queden sense terra. La situació en la serra sud té un tint diferent a causa de l'exportació de llana feia Gran Bretanya. Aquestes exportacions s'havien duplicat entre el període de 1885 – 1895 i 1920 passant de 2624 tones mètriques de llana a 5286. Existien dos tipus de llanes: les de baixa qualitat produïdes pels hisendats en gran escala, i les d'alta qualitat que provenien de l'altiplà i que es venien a comerciants arequipeños. Formant una economia de producció i intercanvi entre els pagesos, comerciants i hisendats.

#### La Costa: El sucre i el cotó
D'altra banda en la costa nord, el sucre era el primer dels productes peruans d'exportació ja des d'abans de la guerra, l'ingrés de nous inversors va permetre reviure aquesta indústria. Dels antics hisendats alguns sobreviuen i alguns venen per fallida. Durant la república aristocràtica van existir 2 booms: el primer en 1890, en el qual les vendes van créixer en 83%, i el segon en 1914- durant la Primera Guerra Mundial- en el qual les vendes van créixer en 77%. Així mateix, en la costa central específicament en Ica i Cañete, es produïa el cotó. Aquest era el segon producte d'exportació. Els hisendats cotoners no tenien tant pes polític i econòmic com si ho tenien els hisendats sucrers. D'altra banda, aquesta indústria beneficio tant als grans productors com als pagesos, ja que els conreadors de cotó donaven terres a canvi de la meitat de la producció i també contractaven migrants de la serra per a conrear els seus millors camps, els qui després tornaven a les seves terres i reinvertien en els seus propis cultius.

#### El boom del cautxú

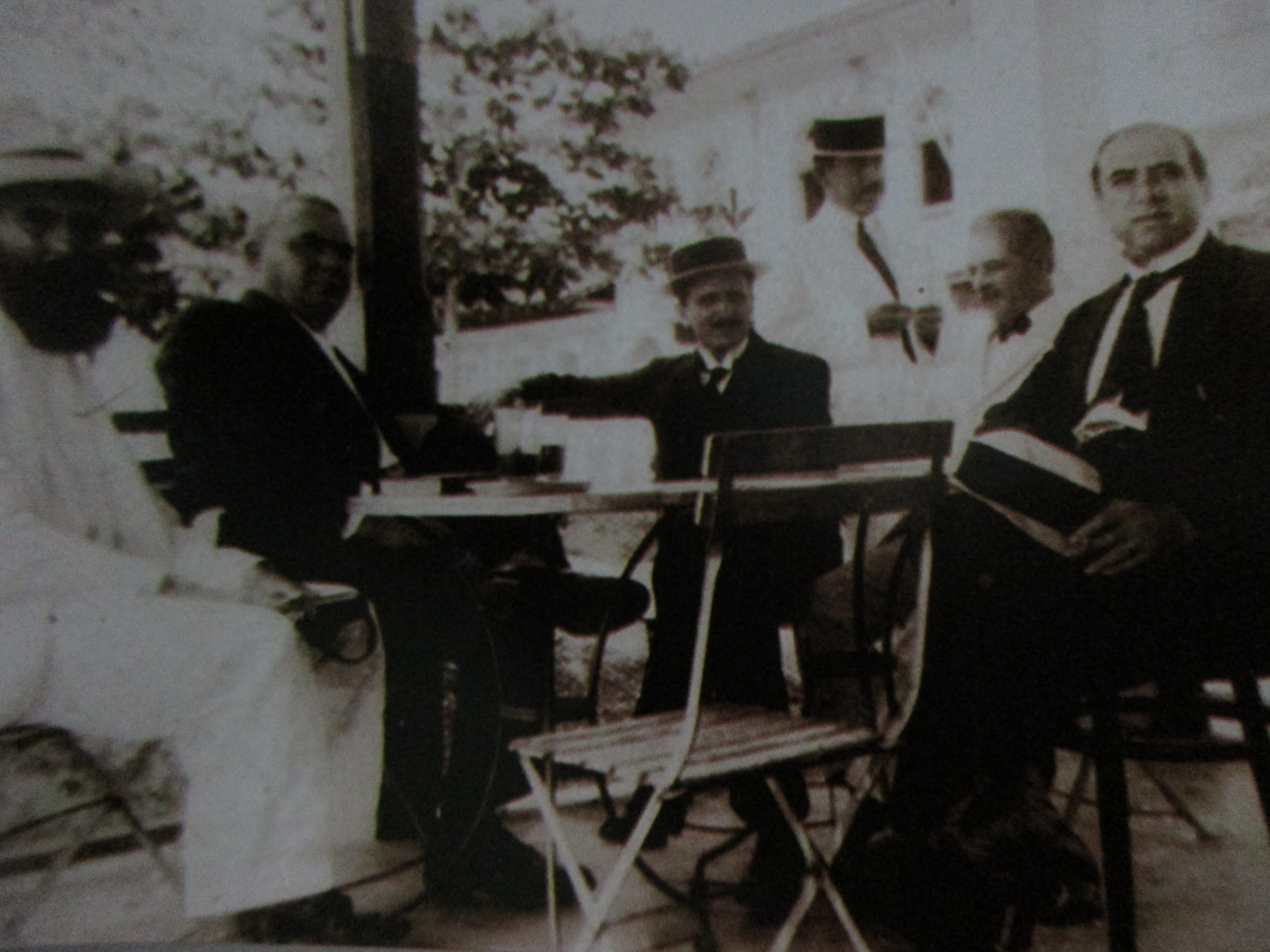
Barones del cautxú de diferents nacionalitats establerts en Iquitos, el Perú.

L'economia en la selva es va desenvolupar entre 1880 i 1920. En 1880, Europa i EE. UU. demanden alta quantitat d'un producte anomenat cautxú, per la qual cosa el Perú i el Brasil es converteixen en exportadors d'aquest producte, el qual provenia de la recol·lecció en els arbres de goma que existien i no de cap plantació. L'extracció la realitzaven els indis natius els qui van ser semi-esclavitzats obligats a treballar i els qui morien de desnutrició i malalties. Això va produir un escàndol internacional pel tracte que se li va donar als nadius per part de la Peruvian Amazon Company entre 1908 i 1912. Els principals "barons del cautxú" van ser Carlos Fermín Fitzcarrald i Juli Cèsar Arana, els qui van usar els diners dels guanys en importacions luxoses i per a mantenir els seus estils de vida. En 1912, les seves exportacions van aconseguir el 30% de les exportacions totals, no obstant això no desenvolupo l'economia de la zona a causa de la falta de eslabonamientos amb l'economia nacional. Finalment, en 1915 els preus del cautxú van començar a caure, pel fet que l'oferta d'aquest producte es torna major i que la producció del llunyà orient més industrialitzada, acaparés la producció d'aquest producte. Així en 1920, el boom del cautxú conclou i l'economia amazònica es va tornar a estancar.

### Oncenio de Leguía (1919-1930)
L'Oncenio de Leguía va ser l'època del govern d'Augusto B. Leguía al Perú, entre 1919 i 1930. Es va caracteritzar pel desplaçament del civilisme com a força política predominant, el culte a la personalitat i un estil de govern dictatorial i populista. En l'àmbit econòmic es va donar una gran obertura al capital estranger, especialment el nord-americà. Va enfortir l'Estat, va iniciar la modernització del país i va emprendre un vast pla d'obres públiques, finançades mitjançant emprèstits i la finalitat immediata del qual va ser festejar apoteòsicament el Centenari de la Independència del Perú el 1921. En l'aspecte ideològic, es va produir l'esfondrament dels partits tradicionals i l'aparició de nous corrents, com l'aprisme i el socialisme.

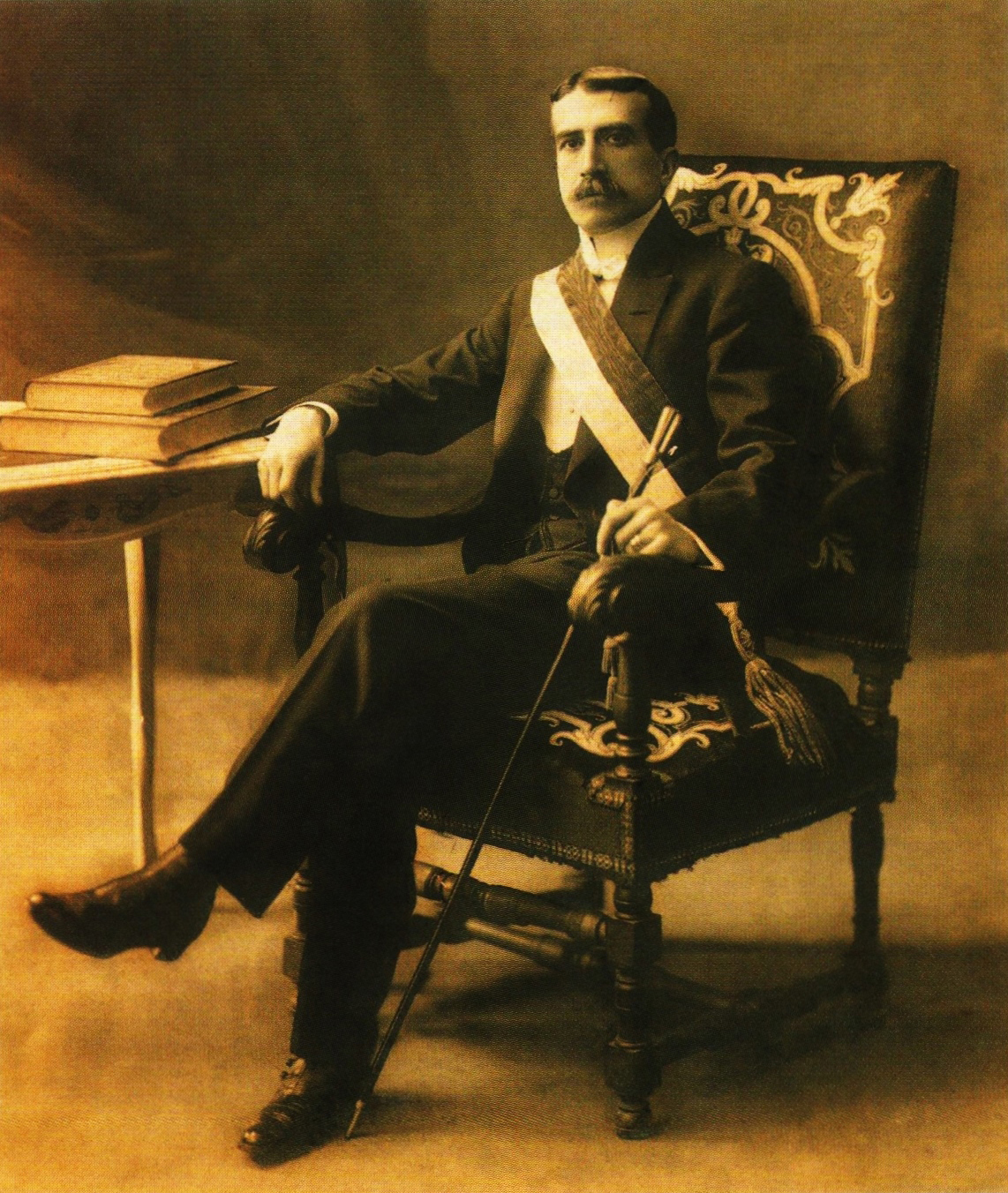
Augusto Leguía

Leguía ja havia estat president constitucional entre 1908 i 1912. El seu segon govern iniciat el 1919 es prolongaria per onze anys, ja que, després de sengles reformes constitucionals, es va reelegir el 1924 i el 1929. El seu darrer període es va veure interromput per un cop d'estat perpetrat pels militars, encapçalats pel comandant Luis Miguel Sánchez Cerro.

#### Ascens al poder d'August Leguía
A les eleccions de 1919, convocades pel llavors president José Pardo, es van presentar com a candidats Ántero Aspíllaga (president del Partit Civil i candidat oficialista) i Augusto B. Leguía (candidat d'oposició). Els comicis es van fer en un ambient tranquil i la tendència apuntava que Leguía seria el triomfador. Però hi va haver denúncies de vicis i defectes de part de les dues candidatures i l'assumpte va passar a la Cort Suprema, que va anul·lar milers de vots que afavorien Leguía. Hi va haver el risc que les eleccions fossin anul·lades pel Congrés, el qual havia de ser llavors l'encarregat d'escollir el nou president. El panorama no era gaire encoratjador per a Leguía, ja que els seus adversaris polítics dominaven el Congrés. Una altra preocupació de Leguía era enfrontar una majoria opositora al parlament, com havia passat al seu primer govern.
Tot això va empènyer Leguía a donar un cop d'estat, cosa que es va consumar la matinada del 4 de juliol de 1919. Comptant amb el suport de la gendarmeria i la passivitat de l'Exèrcit, els leguiistes van assaltar Palau de Govern, van capturar el president Pardo, el van portar a la Penitenciaria i finalment el van deportar als Estats Units. Tot seguit, Leguía es va proclamar president provisori. El Congrés va ser dissolt.
Leguía va convocar immediatament un plebiscit per sotmetre al vot de la ciutadania una sèrie de reformes constitucionals que considerava necessàries; entre elles es contemplava triar alhora el president de la República i el Congrés, tots dos amb períodes de cinc anys (fins llavors, el mandat presidencial era de quatre anys i el parlament es renovava per terços cada dos anys). Simultàniament va convocar eleccions per elegir els representants d'una Assemblea Nacional, que durant els primers 30 dies s'encarregaria de ratificar les reformes constitucionals, és a dir, faria de Congrés Constituent, per després assumir la funció de Congrés ordinari.
L'Assemblea Nacional es va instal·lar el 24 de setembre de 1919 i va ser presidida pel sociòleg i jurisconsult Mariano H. Cornejo. Una de les primeres tasques d'aquesta Assemblea va ser fer el recompte de vots de les eleccions presidencials, i després va ratificar com a guanyador Leguía, que va ser proclamat president constitucional el 12 d'octubre de 1919.

#### La Constitució de 1920

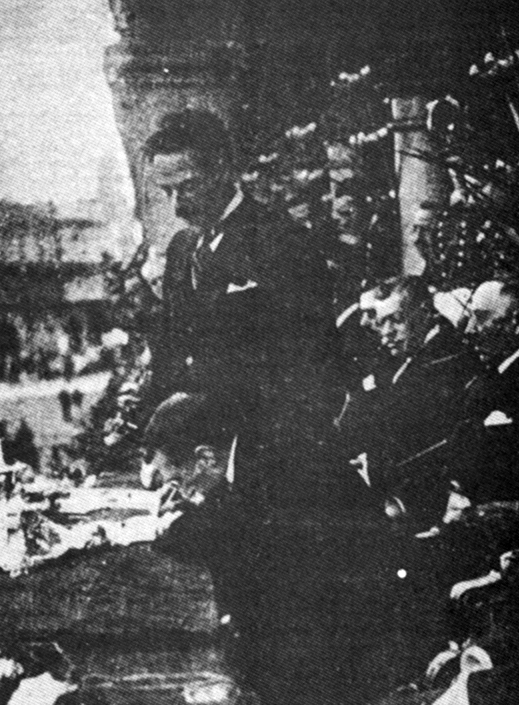
El president Leguía signant la Constitució de 1920

A l'Assemblea Nacional es va aprovar la Constitució de 1920, que va reemplaçar a la Constitució de 1860. La nova Constitució va establir un període presidencial de cinc anys, la renovació integral del parlament paral·lela a la renovació presidencial, els congressos regionals, el règim semiparlamentari, la responsabilitat del gabinet davant de cadascuna de les cambres, el reconeixement de les comunitats indígenes i també la impossibilitat de suspendre les garanties individuals.

#### La celebració del Centenari de la Independència
Sens dubte, el succés més ressonant d'aquest període va ser la celebració del Centenari de la Independència (28 de juliol de 1921). Van arribar 29 delegacions estrangeres de països d'Amèrica, Europa i Àsia, sent cridaneres les absències de Veneçuela (el govern del qual va creure equivocadament que s'havia marginat al Libertador Bolívar dels homenatges) i Xile (que no va ser convidat doncs mantenia un conflicte territorial amb Perú). Autoritats i poble en general no van escatimar esforços per celebrar magníficament el Centenari, malgrat l'incendi que va arrasar el Palau de Govern, entre d'altres dificultats. Aquest incendi va ocórrer el 3 de juliol de 1921, arrasant la planta baixa de la infraestructura, encara que, per disposició de Leguía, va ser reconstruït en les setmanes següents, quedant llest el local per rebre les delegacions i convidats especials a la festa del Centenari.

Cada nació amiga va fer un obsequi al Perú, entre els principals, l'Estadi Nacional (Gran Bretanya), el Museu d'Art Italià (Itàlia), la torre amb el rellotge del Parc Universitari (Alemanya) i la font d'aigua al Parc de l'Exposició (Xina). Un dels actes més emotius el va constituir, sens dubte, la inauguració del monument a José de San Martín, a la plaça que des de llavors porta el seu nom.

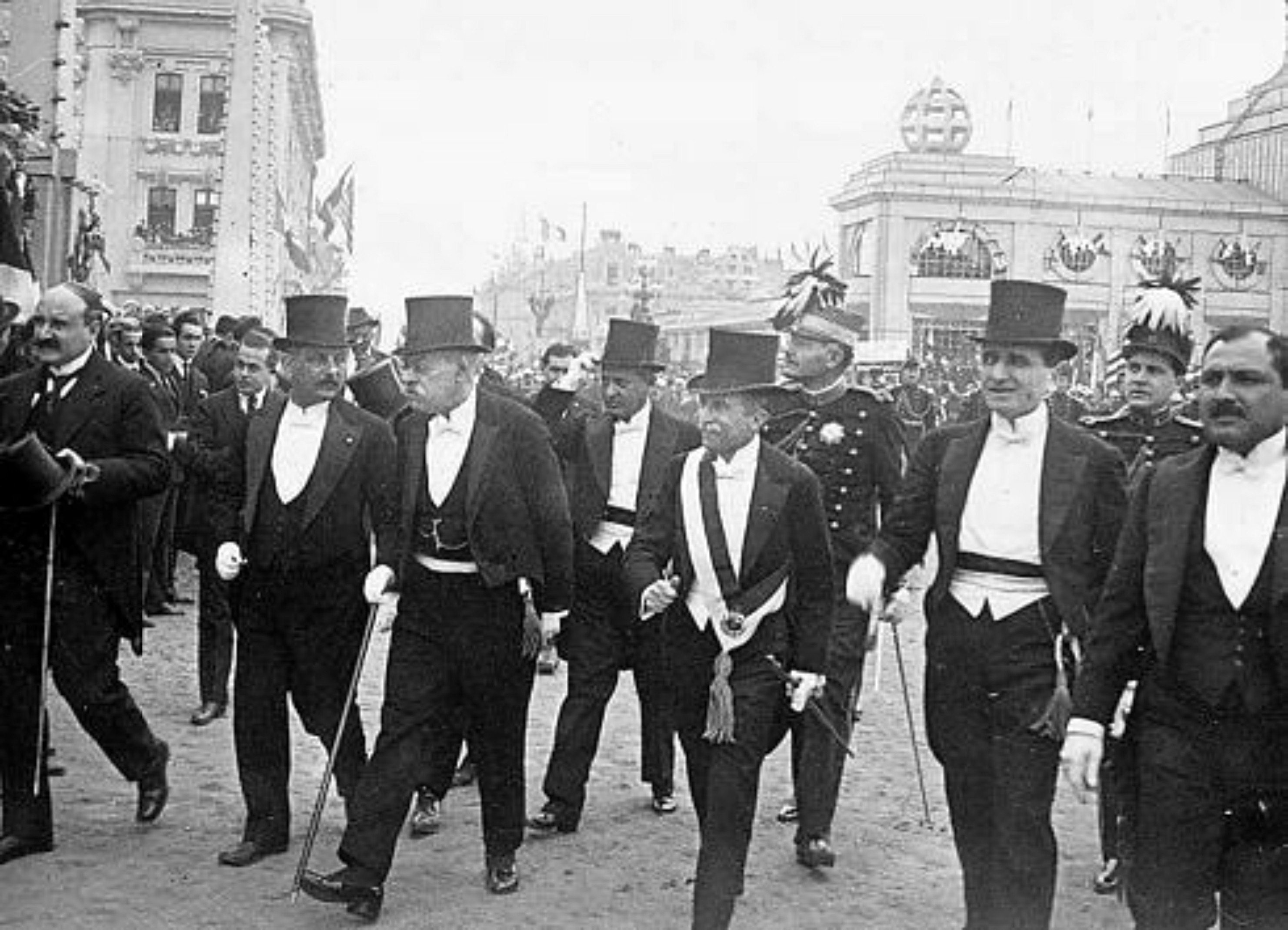
Celebracions dels 100 anys de la Independència del Perú
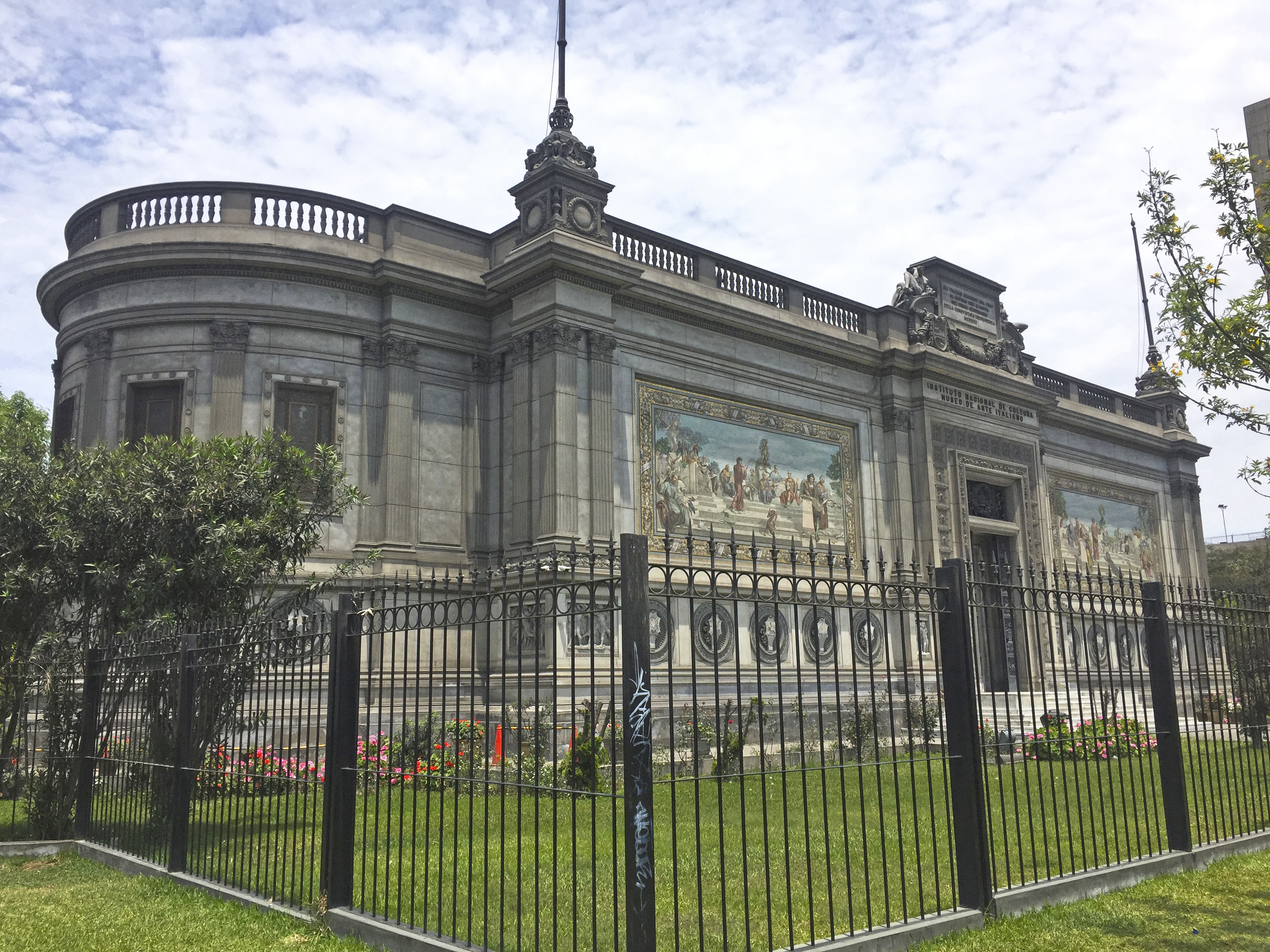
Museu d'art italià
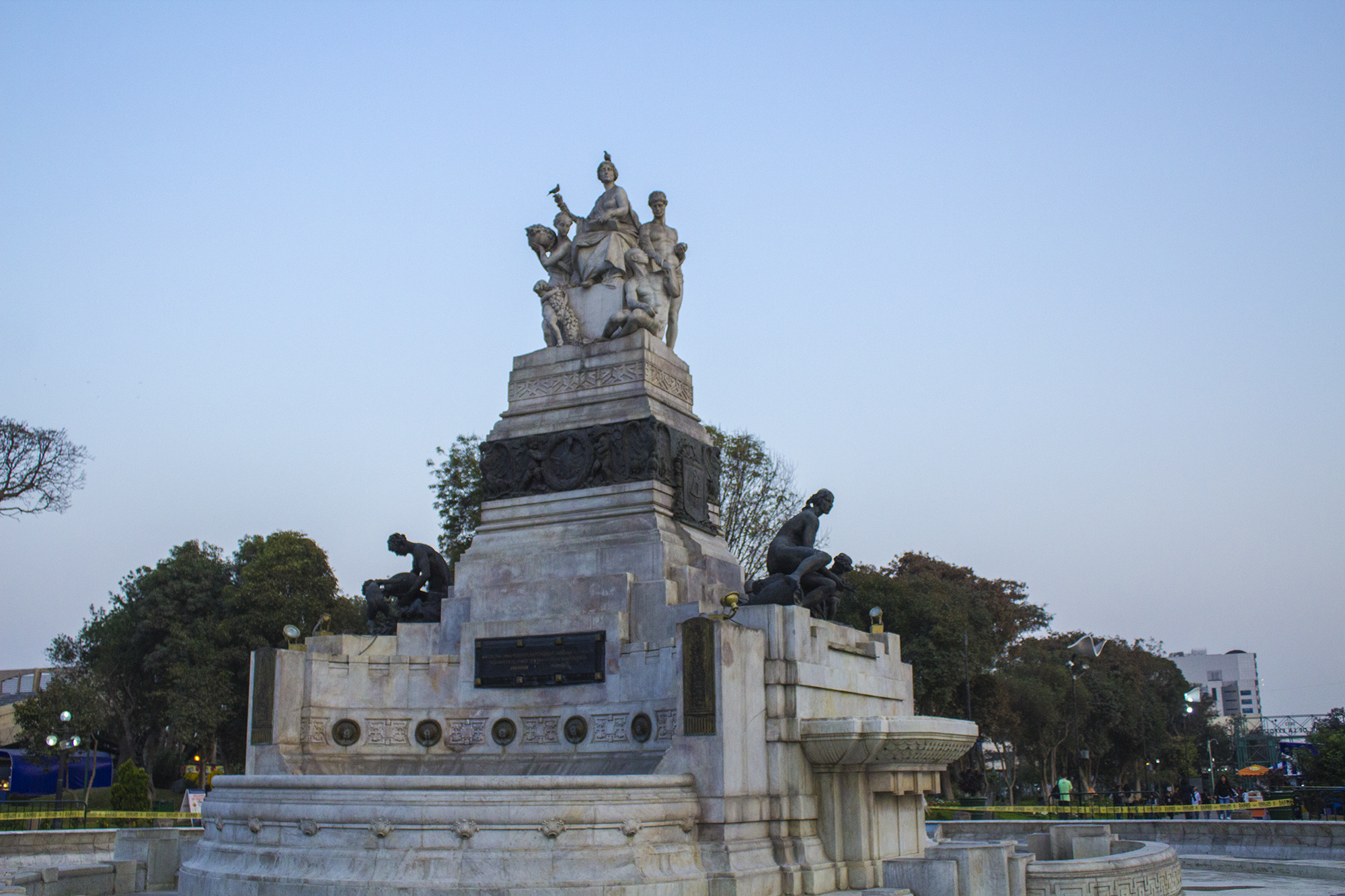
Font d'aigua al Parc de l'Exposició
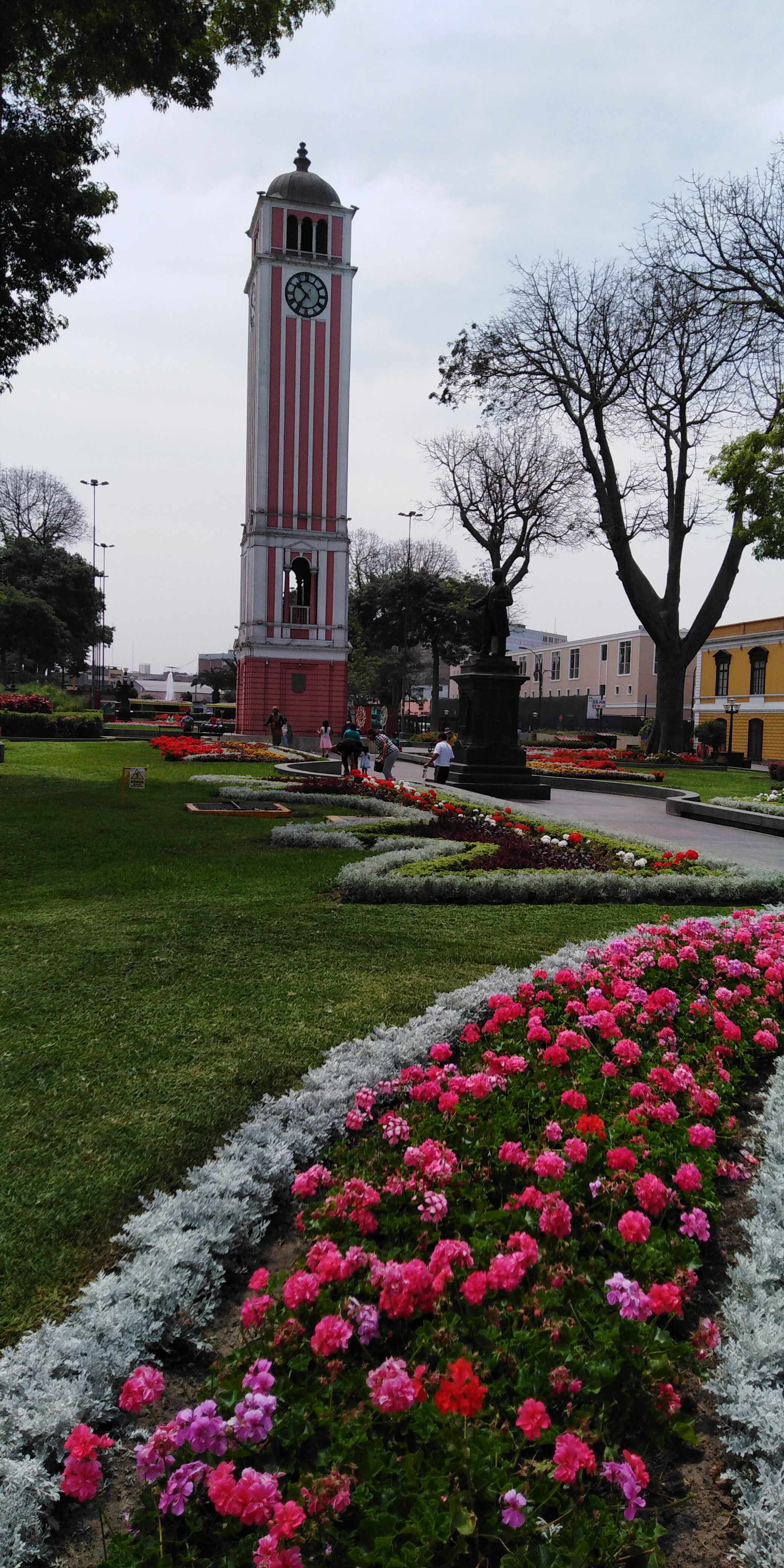
Torre Alemanya al parc Universitari

#### El problema de La Brea i Pariñas
Leguía va encarar l'assumpte de la La Brea i Pariñas. Aquest era un plet que consistia que la companyia nord-americana International Petroleum Company explotava els jaciments petrolífers de La Brea i Pariñas (nord del Perú) sense aportar al fisc la suma real dels impostos a què estava obligada segons la llei peruana. El Congrés el 1918 havia acordat que l'assumpte se sotmetés a un arbitratge internacional. Però Leguía, pressionat pel govern nord-americà, va preferir arribar a un acord transaccional. Aquest va ser signat el 2 de març de 1922, entre el canceller peruà Alberto Salomón i el representant anglès Mr. A. C. Grant Duff. Aquest Conveni Transaccional Salomó-Grant Duff va ser presentat al Tribunal Arbitral, que es va reunir a París i va estar conformat pel President de la Cort Federal Suïssa i els representants del govern peruà i anglès. El 24 d'abril, sense més discussió, van aprovar el Conveni Transaccional al qual van atorgar el caràcter de Laudo.
Aquest laude arbitral era, sens dubte, advers als interessos del Perú, ja que establia un règim d'excepció tributària per als amos i explotadors de La Brea i Pariñas. El Fisc va deixar així de rebre substancioses quantitats de diners com a impostos.

#### Les reeleccions
Quan s'acostava el final del seu mandat el 1924, Leguía va fer reformar l'article de la Constitució que prohibia la reelecció presidencial immediata, comptant amb el suport d'un Congrés submís. Fins i tot Germán Leguía, cosí seu i ministre de Govern, es va oposar a aquest pla reeleccionista, per la qual cosa va patir presó i desterrament. Escombrada tota oposició, Leguía va ser elegit en eleccions que no van comptar amb cap garantia i va jurar un nou període presidencial de cinc anys (1924-1929).
El 1929, acostant-se la fi del seu segon govern consecutiu, Leguía va proposar reformar novament la Constitució, per permetre la seva reelecció indefinida. El Congrés va fer l'esmena i Leguía va ser reelegit en altres eleccions fraudulentes, per a un tercer període consecutiu de cinc anys, però que només duraria fins al 1930.

#### Obres
- Va ser creat el Banc de Reserva, amb la funció específica de regularitzar la compra i venda de moneda estrangera i mantenir l'estabilitat del canvi.[205][206]

- Es van elevar considerablement els impostos.
- El Pressupost General de la República va ser reformat per una llei orgànica de 1922. Per a la fiscalització de les seves funcions va ser creada la Contraloria General de la República.[207][208]
- Es va iniciar la construcció dels camins carreters de Lima a Canta, de Pampas a Huancayo, de Turó de Pasco a Huánuco, d'Abancay al Cuzco, de Sayan a Oyón, de Concepció a Port Ocopa i van continuar la construcció de vies ferroviàries de Cuzco a Santa Anna, de Tambo del Sol a Pachitea i de Huancayo a Huancavelica.[209] Es van construir en total més de 18.000 km de carretera.
- S'inicià la construcció de diverses obres portuàries al Callao, entre elles el terminal marítim.
- Es van pavimentar molts carrers de la ciutat de Lima.
- Es va construir el Gran Hotel Bolívar, al centre de Lima, que va ser inaugurat el 1924, durant les festes pel centenari de la batalla d'Ayacucho.[210][211]

- Es va facilitar l'arribada d'immigrants estrangers, amb la intenció de colonitzar zones agrícoles despoblades, especialment a la selva.
- Es van fundar escoles pràctiques de mineria destinades a ensinistrar personal tècnic.
- Es va crear la Base Aèria d'Ancón, per al servei d'hidroavions (aviació naval).
- El 1920, es va crear el Ministeri de Marina, independitzant-se així del Ministeri de Guerra.[212]
- El 1929 es va crear la condecoració Creu Peruana d'Aviació.
- Es va fundar la Lliga Antituberculosa, per prevenir i guarir aquesta malaltia.

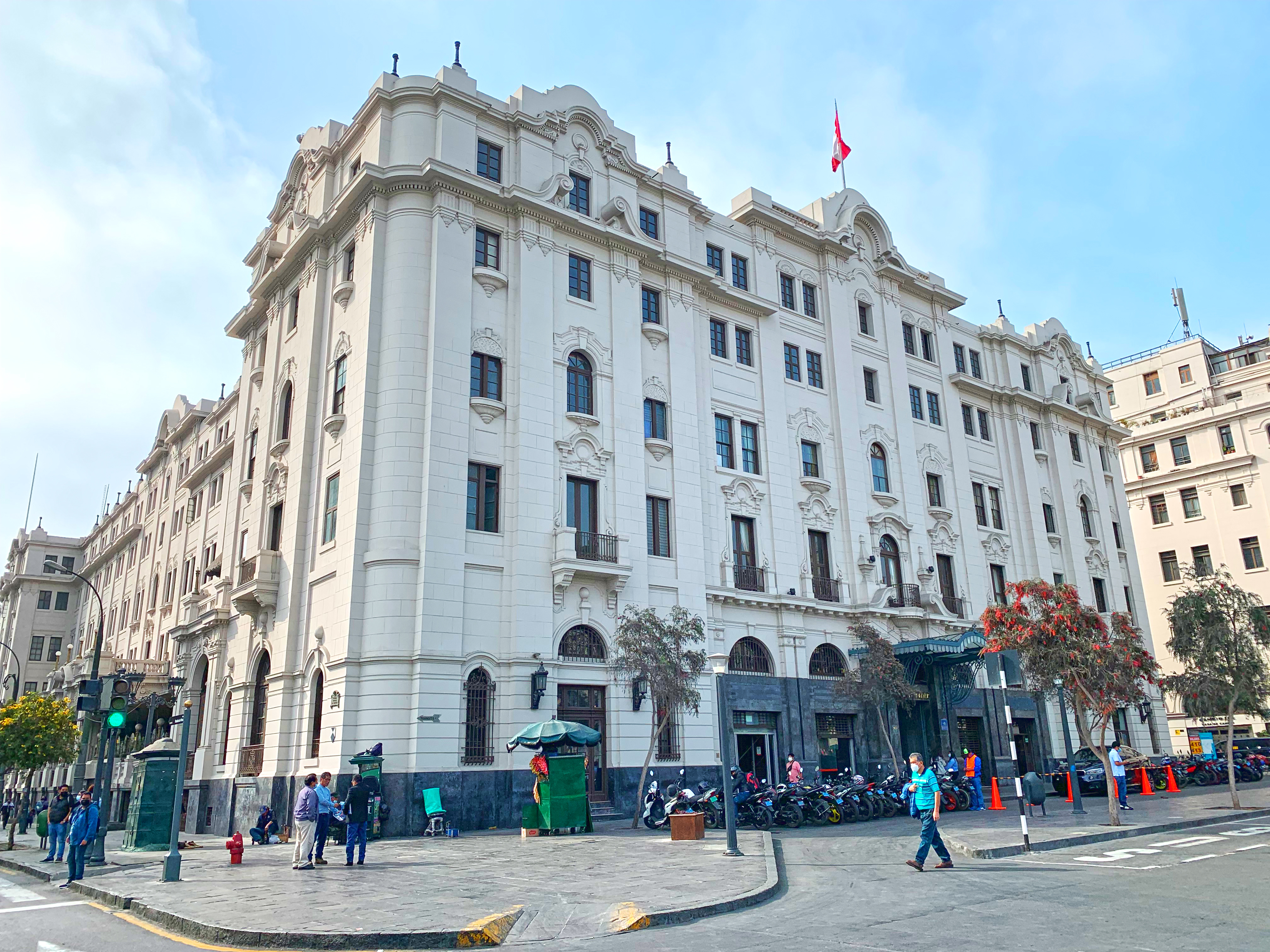
Gran Hotel Bolivar
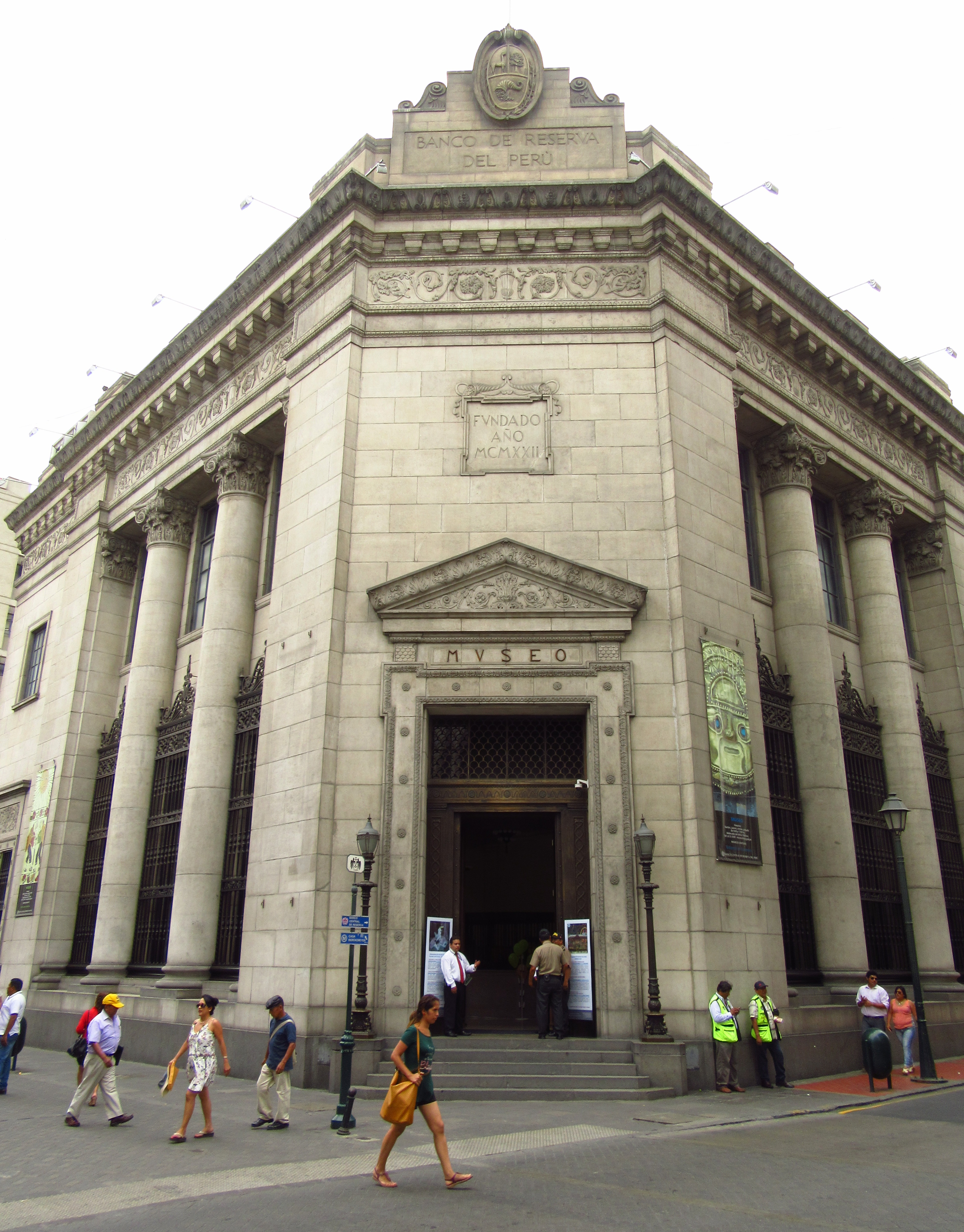
Banc Central de Reserva del Perú

#### L'arranjament de límits amb Colòmbia
Leguía va entaular converses amb Colòmbia per solucionar definitivament l'assumpte fronterer, que tendia a convertir-se en centenari, ja que es remuntava a l'època de la independència. Colòmbia aspirava a legitimar la seva frontera des del riu Caquetá fins al riu de Putumayo, així com obtenir accés al riu Amazones.

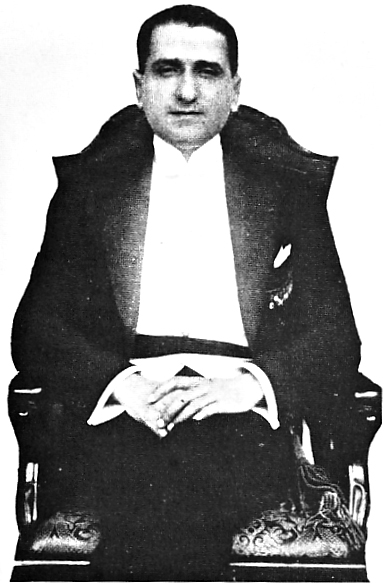
Alberto Salomón

Governs peruans anteriors havien negat cedir a les pretensions colombianes, però Leguía, en la seva obsessió per solucionar d'una vegada el litigi, va impulsar el Tractat Salomó-Lozano, que van subscriure el canceller peruà Alberto Salomón i el ministre colombià Fabio Lozano Torrijos, a Lima, el 24 de març de 1922.

Frontera peruano-colombiana, segons el que estableix el Tractat de 1922

Això va significar cedir a Colòmbia una extensa porció territorial compresa entre els rius Caquetá i Putumayo (zona en disputa) i l'anomenat Trapecio Amazónico. En compensació, el Perú va rebre l'anomenat Triangle San Miguel-Sucumbios. El tractat va ser aprovat pel Congrés el 1927 i va ser posat en execució el 17 d'agost del 1930, pocs dies abans de la caiguda de Leguía. En fer-se públic el tractat, va provocar una gran resistència entre els peruans que habitaven les zones afectades, sorgint així un estat conflictiu entre totes dues nacions que s'aguditzaria en 1932.
Es va dir que Leguía va signar aquest tractat amb Colòmbia sota pressió dels Estats Units, que volia d'alguna manera compensar a Colòmbia per la independència de Panamà. Però també degué prevaler en Leguía càlculs geopolítics: amb el tractat es guanyava com a aliat a Colòmbia, que fins llavors s'havia mostrat pròxim a l'Equador en el seu reclam de territoris amazònics peruans. De fet, en assabentar-se de la signatura del tractat, l'Equador va trencar relacions amb Colòmbia. I és que una aliança colombiana-equatoriana contra el Perú hauria tingut conseqüències desastroses per a aquest últim, sense cap dubte.
Historiadors peruans com Jorge Basadre i Gustavo Pons Muzzo coincideixen que el Tractat Salomón-Lozano va ser un error de la diplomàcia de Leguía, en considerar que Colòmbia va sortir amb més avantatge en la cessió territorial i que el Perú renunciava a una política de defensa del seu territori que havia mantingut fins llavors invariable. Aquesta interpretació és la que s'ha perpetuat en l'ensenyament peruà i la que ha originat la llegenda negra de Leguía. D'un altre costat, a Colòmbia es considera que va ser un acord transaccional, és a dir, que totes dues parts van renunciar a les seves pretensions màximes, es van fer mútues concessions i van arribar a un acord equilibrat.

#### L'arranjament de límits amb Xile
Leguía es va proposar també resoldre definitivament el problema amb Xile referit a la qüestió de Tacna i Arica. A mesura que transcorrien els anys, es feia inassolible la realització del plebiscit convingut inicialment en el Tractat d'Ancó de 1883 per a decidir la sort de les províncies peruanes de Tacna i Arica, captives a Xile des de la guerra del Pacífic de 1879-1883.
En ser sotmès el litigi a l'arbitratge del president dels Estats Units Calvin Coolidge, aquest va donar la seva fallada (laude) el 4 de març de 1925, resolent la realització del plebiscit. Aquest laude no va ser ben rebut per l'opinió pública peruana, massa conscient de la conducta de Xile sobre aquestes províncies, a les quals havia sotmès a una malvada política de «chilenización» durant molts anys. En efecte, els comissionats estatunidencs que van arribar a supervisar el plebiscit, generals John J. Pershing i William Lassiter, van comprovar que aquest era impracticable per la inexistència de condicions mínimes per a una consulta popular justa i objectiva.
El plebiscit no es va realitzar i totes dues parts van tornar a les negociacions directes, que van culminar en el tractat signat el 3 de juny de 1929, a Lima, entre el canceller peruà Pedro José Rada i Gamio i el representant xilè Emiliano Figueroa Larraín (per això se'l coneix també com a Tractat Rada i Gamio-Figueroa Larraín). Totes dues parts van renunciar definitivament a la realització del plebiscit amb el següent arranjament: Tacna tornaria al si de la pàtria peruana, però Xile es quedaria amb Arica. A més es van atorgar altres concessions per al Perú en Arica, com un moll i la seva infraestructura duanera, la possessió sobre la Casa de la Resposta, la possessió sobre l'estació del ferrocarril Tacna-Arica i el recorregut de la seva línia, les fonts d'aigües del Uchusuma i del Maure, entre altres servituds. El 28 d'agost de 1929 es va realitzar la reincorporació de Tacna al Perú.

### Els governs militars
Després de la renúncia de Leguía, el poder va quedar a mans d'una Junta Militar de Govern
Fernando Belaúnde va guanyar les eleccions de 1963, convocades per la junta militar que havia donat un cop d'estat en 1962, i formà un govern de coalició amb la democràcia cristiana i amb un programa molt moderat. Hagué d'enfrontar-se a un període de fortes tensions socials, especialment amb l'aparició de les guerrilles i aixecaments camperols.
El 3 d'octubre de 1968 els militars van enderrocar el president Belaúnde Terry, i la intenció del nou president, el general Juan Velasco Alvarado no era supervisar una transició a un altre govern civil, sino establir un Govern Revolucionari de les Forces Armades per iniciar profundes i radicals reformes economiques i socials, ocupant la presidència fins al 1975.

### Tornada a la democràcia i època del terrorisme (1980-1990)
Durant la dècada de 1980, el Perú va enfrontar-se a una forta crisi econòmica i social, a causa del descontrol de la despesa fiscal, un considerable deute extern i la creixent inflació juntament amb el conflicte armat intern, accentuat per l'aparició dels grups terroristes d'inspiració comunista que pretenien instaurar un nou Estat mitjançant la lluita armada, com Sendero Luminoso primer i el MRTA després.
Inaugurat el segon govern de Fernando Belaúnde Terry (1980-1985), immediatament es van restituir als seus propietaris els mitjans de comunicació expropiats per la dictadura militar. Es van convocar també eleccions municipals, restaurant-se així l'origen democràtic dels governs locals. En l'aspecte internacional, va enfrontar amb l'Equador l'anomenat conflicte del Fals Paquisha i va recolzar l'Argentina durant la guerra de les Malvines.

### El Fujimorato (1990-2000)

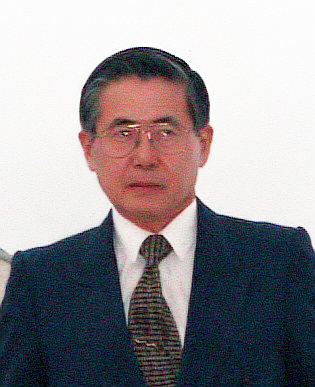
Alberto Fujimori, dictador peruà entre 1990 i 2000

El govern de Fujimori va iniciar el 28 de juliol de 1990. Per enfrontar la crisi econòmica i la hiperinflació, Fujimori va aplicar l'anomenat fujishock, seguint les directives del Fons Monetari Internacional. En l'aspecte polític, va desenvolupar un discurs contra els partits polítics anomenats “tradicionals”, als quals va culpar de la mala situació del país. Utilitzant allò com a pretext i enmig de denúncies de corrupció contra membres dels parents presidencials, el 5 d'abril de 1992, va encapçalar un cop d'Estat anomenat l'autocop de 1992 amb suport de les Forces Armades, mitjançant el qual va dissoldre el Congrés i va intervenir al Poder Judicial. Després va convocar un Congrés constituent, que va promulgar la Constitució del 1993.
Al seu govern es realitza la captura del líder de Sendero Luminoso Abimael Guzmán el 12 de setembre de 1992, resultat d'una gran tasca de seguiment realitzada per la DINCOTE (Direcció Nacional contra el Terrorisme). A més, Fujimori va aplicar reformes liberals a l'economia que van plantar els fonaments necessaris per a la recuperació de la malmesa economia peruana i la seva ulterior enlairament.
Entre 1995 i 2000 Fujimori ordenà l'esterilització involuntària de les dones d'ètnies natives. En total foren esterilitzades 331.600 dones.

## Segle XXI
A les eleccions generals peruanes de 2000, Fujimori es va presentar per tercera vegada consecutiva com a candidat presidencial. A la primera volta realitzada el 9 d'abril, Fujimori va obtenir el 49,8 % dels vots davant del 40,3 % aconseguit per l'economista Alejandro Toledo del partit Perú Possible, que va decidir no anar a la segona volta electral cridant la població a votar en blanc i Fujimori es va presentar en solitari a la segona volta el 28 de maig. L'oposició va intentar evitar la juramentació de Fujimori el 28 de juliol, però no va aconseguir el seu objectiu. Durant la protesta, es va incendiar una seu del Banc de la Nació a Lima, morint-hi sis empleats.
El 14 de setembre de 2000, es va difondre un vídeo on es mostrava Vladimiro Montesinos entregant 15.000 dòlars al congressista de l'oposició Alberto Kouri, perquè es passés a les files del fujimorisme. També es va saber de l'existència de més vídeos d'altres congressistes d'oposició i empresaris subornats perquè afavorissin el Govern precipitant la caiguda del règim. L'escàndol va fer que Fujimori escurcés el seu mandat, convocant eleccions anticipades. Aprofitant l'assistència a la cimera de l'organització Cooperació Econòmica de l'Àsia-Pacífic a Brunei, va anar al Japó, des d'on dimití el 21 de novembre com a president via fax. El Congrés de la República decidí declarar vacant la presidència de la República, adduint «incapacitat moral» i l'inhabilità per exercir qualsevol càrrec públic en un període de deu anys. L'assessor Montesinos va fugir del país, anant a Panamà i finalment a Veneçuela, on posteriorment seria capturat i portat al Perú.

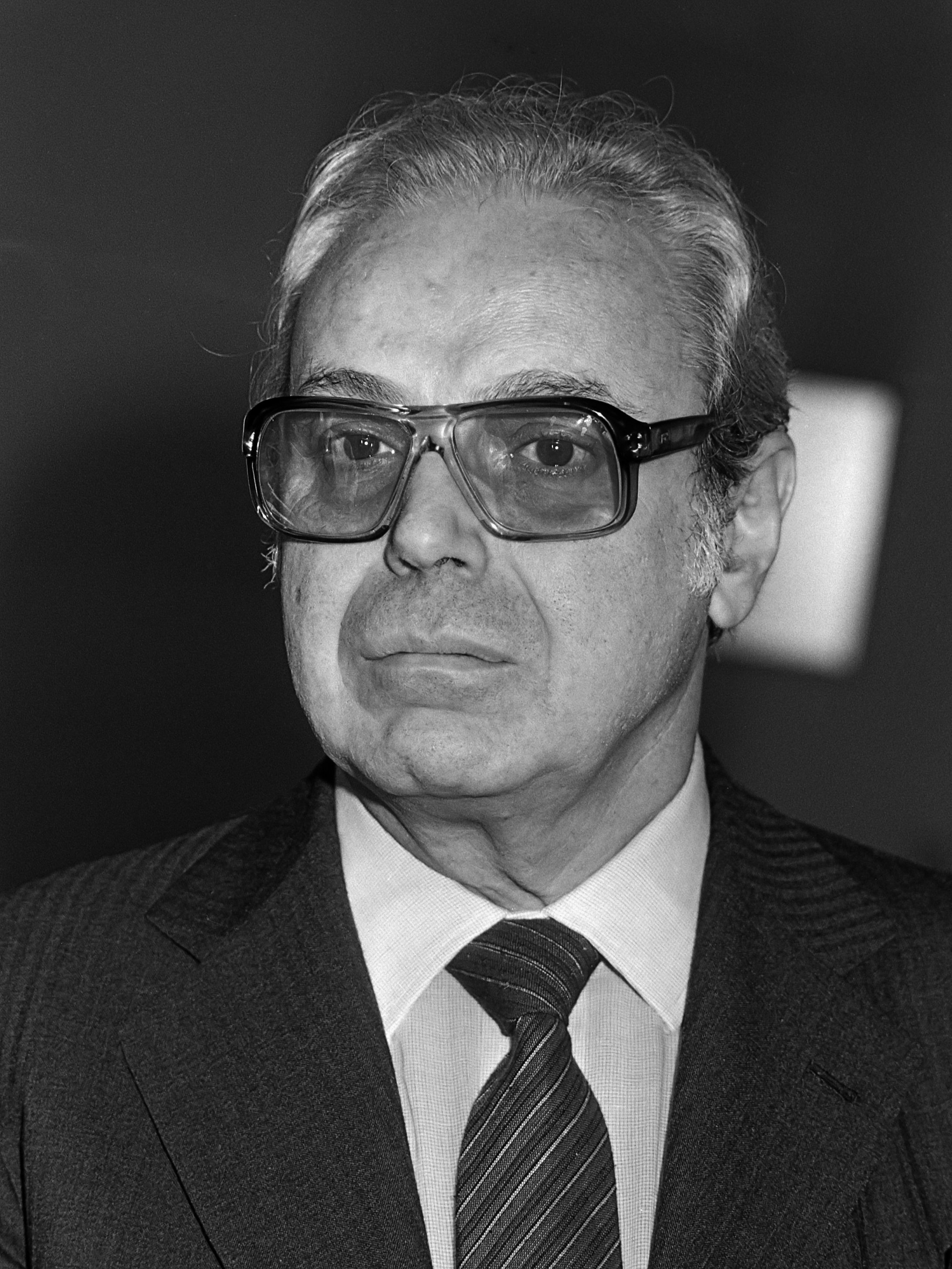
Javier Pérez de Cuéllar

El llavors President del Congrés, Valentín Paniagua, va ser investit com a nou President de la República davant la renúncia dels dos vicepresidents, el 22 de novembre del 2000, iniciant-se així un període de transició.
El govern de transició (que va comptar amb la col·laboració de l'ambaixador Javier Pérez de Cuéllar, com a primer ministre), s'orientà a l'organització de noves eleccions i a una profunda campanya de moralització de l'aparell públic i les forces militars que havien caigut sota la influència del sistema. Valentín Paniagua va signar contractes d'explotació dels jaciments de gas de Camisea, i va convocar una polèmica Comissió de la Veritat per investigar la lluita contra el terrorisme dels darrers anys.

### Govern d'Alejandro Toledo
Per a les eleccions generals peruanes de 2001, els candidats principals van ser: l'economista Alejandro Toledo, novament pel partit Perú Possible; l'expresident Alan García, que va retornar del seu exili i va encapçalar el Aliança Popular Revolucionària Americana, a qui va revitalitzar; i Lourdes Flores, per Unitat Nacional. A la primera volta realitzada el 8 d'abril de 2001, Toledo va encapçalar la preferència de la ciutadania amb 36,51 % dels vots, quedant en un segon lloc García, amb 25,7 % dels sufragis. A la segona volta va triomfar Toledo per un estret marge.
El 28 de juliol del 2001 va jurar Alejandro Toledo com a President de la República, per al període 2001-2006. La paradoxa del seu govern va ser que va gaudir de baixa popularitat, embolicat en acusacions de corrupció de la més variada índole, mentre l'economia peruana va aconseguir superar la recessió i va tenir un gran creixement especialment a la capital, la serra central i la costa nord. El seu govern es va caracteritzar per la consolidació del desenvolupament macroeconòmic del país, fomentant la inversió estrangera, la signatura de tractats de lliure comerç i implementació de diversos projectes d'inversió en infraestructura i desenvolupament humà.
A principis d'octubre del 2001 Toledo va anunciar la revisió dels balanços econòmics, que l'Administració d'Alberto Fujimori havia maquillat, estimant el dèficit públic real en 2.000 milions de sols (571 milions de dòlars) en lloc de 1.000 milions i un creixement anual del PIB els darrers anys de l'1,9% en lloc del 3,9% i una contracció de l'1,7% el primer semestre de 2001. El 2001 va acabar amb un creixement positiu de 0,5%.
Durant el seu mandat, Toledo va patir una crisi de governabilitat, escàndols en la seva vida personal i denúncies de corrupció contra el seu entorn, signes que van colpejar la seva popularitat fins a caure a un 6% d'aprovació per la ciutadania.

### Govern de Pedro Pablo Kuczynski

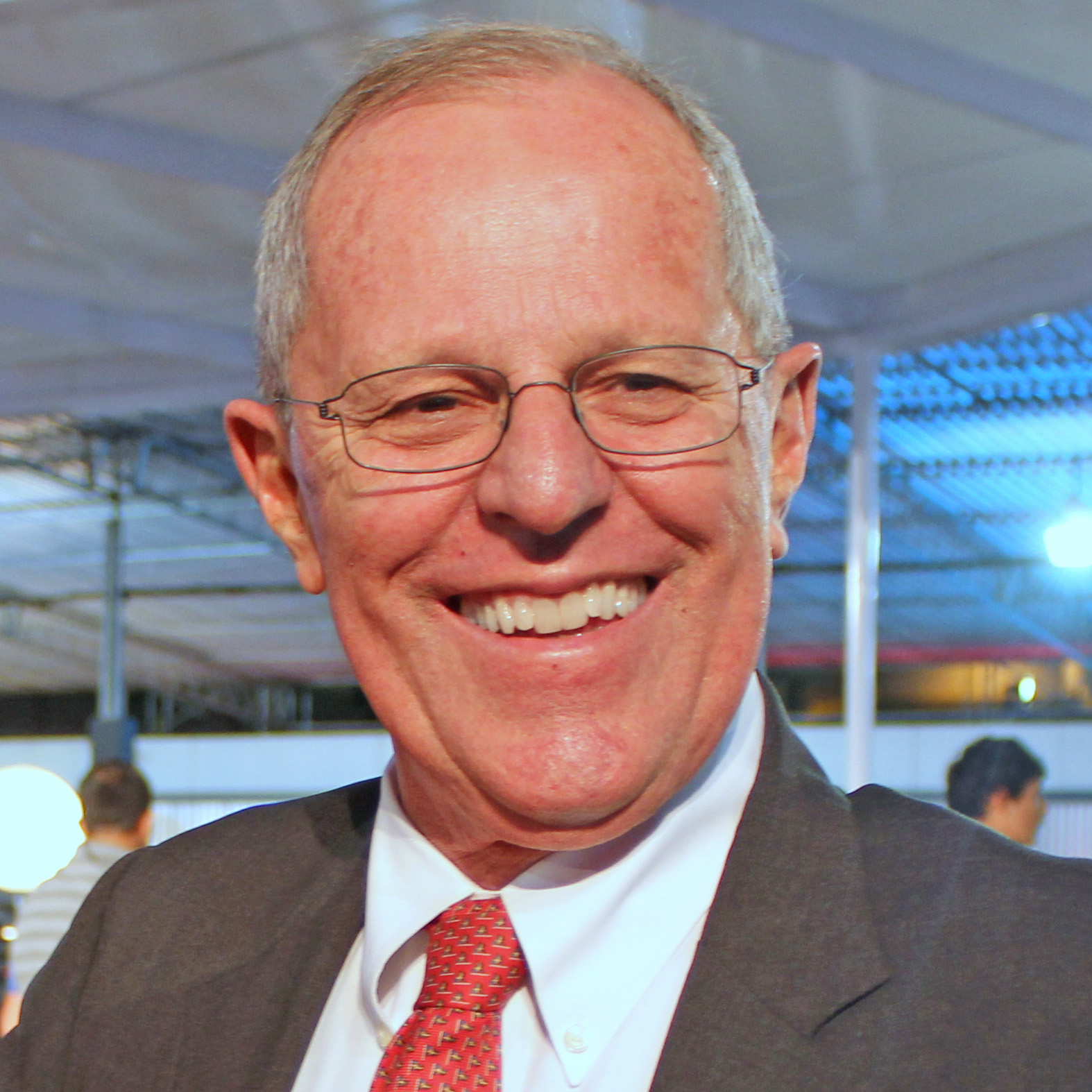
Pedro Pablo Kuczynski

Com a candidat únic en les eleccions internes del partit polític Peruanos Por el Kambio (PPK), a l'abril de 2015, Pedro Pablo Kuczynski va anunciar la seva candidatura oficial per a la presidència en les eleccions generals de l'any 2016, aconseguint passar a la segona volta després dels comicis de 10 d'abril de 2016 i vèncer a Keiko Fujimori. El 10 de juliol, va anunciar que Fernando Zavala Lombardi seria el president del Consell de Ministres i dies després, tots dos van anunciar els membres del primer gabinet ministerial. Alberto Fujimori fou indultat pel president del país, Pedro Pablo Kuczynski, com a intercanvi perquè el sector fujimorista votara a favor d'investir-lo president al Congrés del Perú.
El gabinet va perdre una moció de confiança el 15 de setembre de 2017, amb el que es va produir la caiguda del govern, i rellevat el 17 de setembre per la segona vicepresidenta Mercedes Aráoz.
Kuczynski va renunciar a la presidència el 23 de març de 2018, després d'una votació d'impeachment amb èxit i dies abans d'una probable votació de condemna, sent rellevat per Martín Vizcarra.

### Govern de Martín Vizcarra
El 30 de setembre de 2019, va dissoldre el Congrés de la República, enmig d'una crisi i incertesa política que va viure la nació des de 2017. La dissolució es va deure al fet que el govern va considerar que la majoria parlamentària va negar de facto una qüestió de confiança que va ser plantejada respecte a la modificació de la Llei Orgànica de Tribunal Constitucional per fer canvis en el mecanisme de selecció de candidats a magistrats. La dissolució va ser el punt culminant d'una sèrie d'enfrontaments amb una majoria opositora que reclamava defensar els furs parlamentarios. La mesura va ser qüestionada per alguns sectors polítics i per constitucionalistes, els qui la van qualificar com un cop d'Estat. La mesura va ser recolzada pel 84% de la població segons l'Institut d'Estudis Peruans (IEP). Hores després de conèixer-se la resolució, es va fer públic que Fujimori va ser traslladat a una clínica de Lima per una afecció cardíaca.
El 3 d'octubre de 2018 el Poder Judicial va dictar ordres d'ubicació i captura contra l'expresident Fujimori. El 23 de gener de 2019 Alberto Fujimori va ser traslladat novament al penal Barbadillo, en el districte de Ate, lloc en el qual va estar internat del 2007 al 2017 complint la seva condemna abans de ser indultat, després que una junta mèdica de l'Institut de Medicina Legal l'avalués i determinés que es trobava estable i que podia rebre tractament a la presó per a les seves malalties.
El 9 de novembre de 2020, el Congrés peruà va destituir el president Vizcarra per segona vegada, per la seva "permanent incapacitat moral". El president del Congrés, Manuel Merino, el va succeir com a president del Perú el dia següent. Va ser acusat d'acceptar suborns a canvi d'adjudicar contractes d'obres públiques entre els anys 2013 i 2014, quan era el governador de la província de Moquegua. El cas va ser destapat per la premsa i el 2020 estaba sent investigat per la justícia, indicant Vizcarra que es tractava de fets falsos no corroborats per la justícia i declarant-se innocent.

### Govern de Pedro Castillo
Davant d'un procediment imminent d'impeachment, el 7 de desembre de 2022, el President Pedro Castillo va intentar dissoldre il·legalment el Congrés de la República i governar per decret, i com a resposta, el Congrés de la República del Perú inclent el seu propi partit polític el va destituir i fou detingut, nomenant en el seu lloc a la seva vicepresidenta Dina Boluarte, la primera dona en assumir el càrrec.